# Dégustation du vin
La dégustation du vin est un événement au cours duquel on expérimente, analyse et apprécie les caractères organoleptiques et plus particulièrement les caractères olfacto-gustatifs d'un ou de plusieurs vins.
La dégustation permet d’apprécier les qualités d’un vin et de se forger un avis. Les conditions de l'environnement de dégustation peuvent modifier la perception du vin et sont à prendre en compte. Les personnes dégustant un vin ont une perception subjective, et celle-ci peut également varier en fonction de l'objectif d'une dégustation (production du vin, vente et achat du produit, consommation hédonistique, etc).
La dégustation est composée de l’analyse olfactive et gustative d’une boisson, mais aussi d'une évaluation visuelle. Pour cette raison, on parle aussi d’évaluation sensorielle ou d’analyse organoleptique. Déguster, c’est voir et analyser la couleur et la transparence du vin, sentir et identifier les arômes, goûter et percevoir les diverses sensations en bouche, évaluer et analyser les différentes caractéristiques, être capable d’en parler, et éventuellement déceler ses défauts.

## Histoire

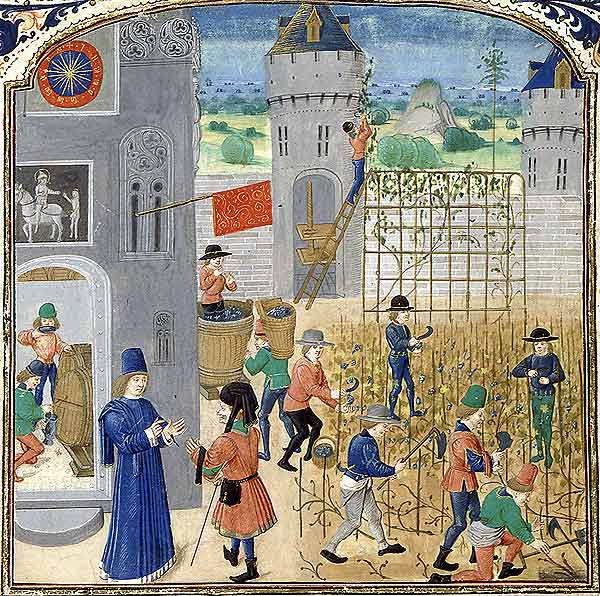
Sur cette page enluminée du livre IV Rustican de Pietro de' Crescenzi (troisième quart du XVe siècle) consacrée à la viticulture et viniculture, plusieurs opérations sont réunies : plantation, façon de la vigne (palissage, taille), vendange, foulage, dégustation du vin.

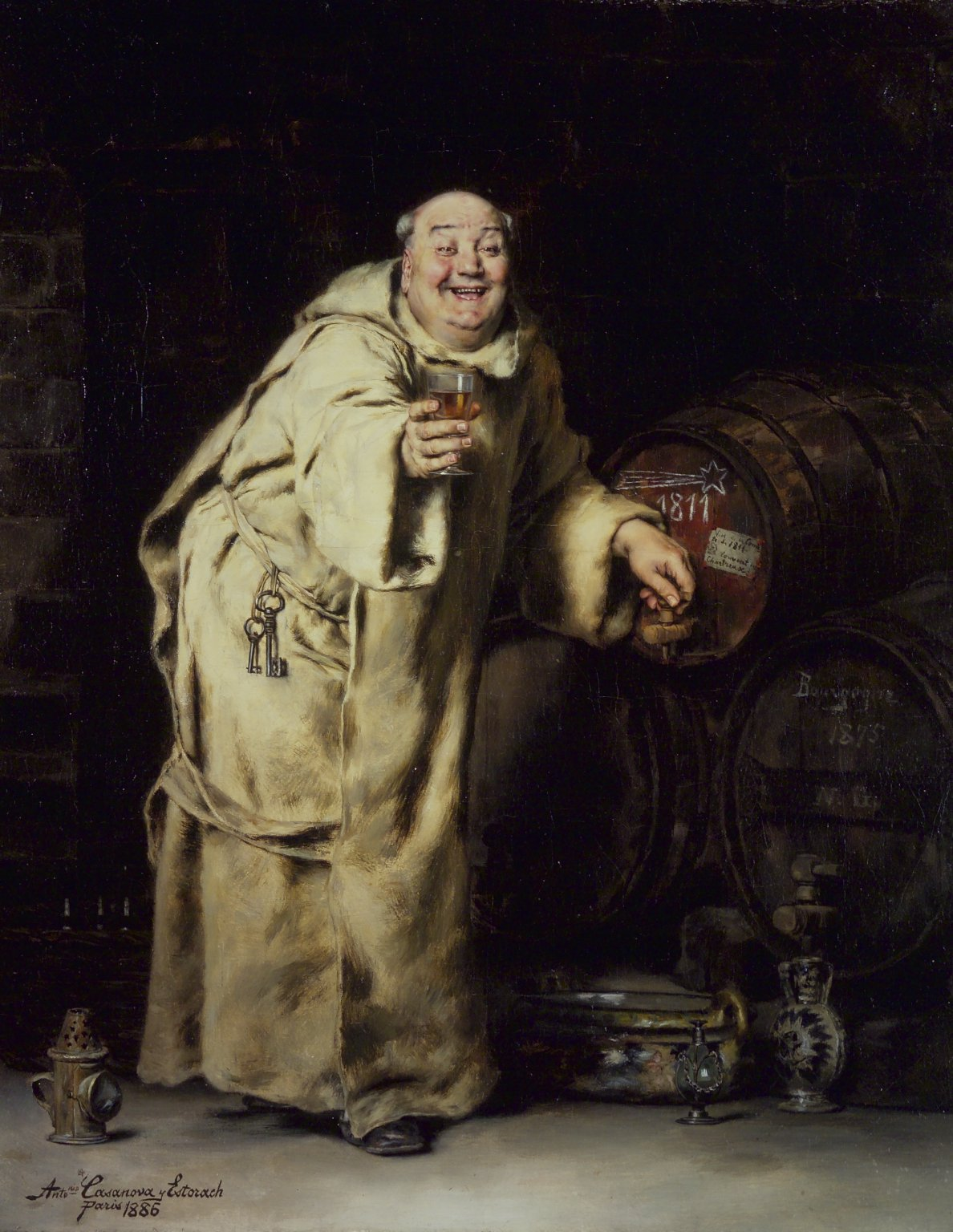
Moine dégustant le vin par Antonio Casanova y Estorach (es), (1886)

Au 3e millénaire av. J.-C., à Gilgamesh, les sumériens différencient les bières populaires de la Mésopotamie, ainsi que les vins issus des monts Zagros ou du Liban. Au IVe siècle av. J.-C., Platon fait état des principales saveurs et classifie les odeurs en « espèces », ou familles.
Aristote propose une dégustation sensorielle définie par les quatre éléments (l’air, l’eau, le feu, et la terre) approfondie ensuite par Lucrèce au Ier siècle av. J.-C., et évidemment réfutée depuis.
Au fil du temps, les modes et les préférences font évoluer la dégustation, ainsi que son vocabulaire. Au XIIIe siècle, ce sont les vins jeunes qui sont préférés (moins d'un an), clairets, et francs (à l'opposé des vins modifiés dans l'Antiquité).  
Au XIVe siècle et XVe siècle, la dégustation voit apparaître des termes suivant le courant de l'amour courtois, sur les registres émotionnels et tactiles. Apparaît aussi pour la première fois la notion commerciale de « loyal et marchand », toujours utilisée aujourd'hui pour définir et vin qui respecte les limites législatives fixées.  
Bien que la pratique de la dégustation soit aussi ancienne que l'Histoire de la vigne et du vin, le terme « dégustation » n’apparaît qu’en 1519. La méthodologie se formalise lentement à partir du XIVe siècle, reste rare jusqu’à la fin du XVIIIe siècle, où Linné, Poncelet, et d'autres remettent au goût du jour la compréhension de la dégustation. Dans la culture à cette époque, Rabelais utilise déjà des métaphores pour parler de la dégustation,, un peu plus tard Molière également,.  
D'abord réservé à la dégustation pour la riche noblesse, le verre à vin apparaît au XVIIe siècle, à cette époque le peuple, lui, boit dans des tasses ou godets faits de tous matériaux. Le « verre ballon » se démocratise vers le milieu du XIXe siècle, en découlent diverses formes aujourd'hui favorisées pour la dégustation.
Les écrits sur la dégustation se font rares jusqu'au XXe siècle, où les premiers ouvrages sont publiés,. Dans les années 1950 l'approche scientifique permet de comprendre les processus physiologiques de la dégustation,, et de mettre en place des protocoles d'expérimentation, notamment par le travail de Maynard Amerine (en),. Les sensations olfactives et l'analyse des odeurs sont étudiées par différents auteurs sur la même période : Jules Chauvet, Norber Got, Pascal Ribéreau-Gayon.
En 2004, Richard Axel et Linda B. Buck, marquent par leur prix Nobel de médecine les progrès observés dans la connaissance des sens, du goût, et de l’odorat.

## Utilisation générale de la dégustation
La dégustation du vin se décline en différents types selon le conseil international de la langue française :

### Dégustation du consommateur
La dégustation à table est liée aux accords mets et vins, elle est du ressort de la sommellerie. Le vin est dégusté sans autre analyse particulière que celle d'apprécier le vin, comme un produit tel qu'il est, et avec le moment qu'il partage.

### Dégustation de l’amateur
Elle permet d'apprécier un vin, sans pour autant en faire une dégustation précise et méthodique. Elle peut se dérouler dans un cadre privé, seul ou avec des proches. Elle est aussi appelée dégustation hédonistique, c'est une dégustation pour le plaisir. La dégustation pour un amateur peut également avoir lieu avant un achat, afin de choisir les vins qu’ils préfèrent sur un domaine viticole, dans un caveau de dégustation.

### Dégustation professionnelle
C'est une dégustation précise et ordonnée, dans un cadre professionnel, elle peut être de plusieurs natures :  

#### Dégustation commerciale
Elle est projective (si elle se déroule avant la mise en bouteille) et appréciative. Le but est de savoir si le vin a les qualités de son appellation, sa valeur commerciale, et sera adapté au marché.

#### Dégustation de contrôle
Elle est réalisée pour l'attribution d'une appellation, ou d'un label de qualité.

#### Dégustation technique
Elle est analytique, comparative ou dite géométrique:
- horizontale quand elle compare les vins d'un même millésime et de même appellation,
- verticale quand elle compare les millésimes d'un même vin au cours de son vieillissement.

Cela peut être une dégustation de reconnaissance, ou d'identification (vin identifié au préalable ou dégustation à l'aveugle. L'analyse sensorielle est utilisée notamment lors de concours. Ces dégustations spécifiques respectent des règles strictes, qui peuvent être dictées par l'O.I.V. (Organisation Internationale de la Vigne et du Vin). Les méthodes de dégustation elles-mêmes, font également l'objet de normes : double ou triple aveugle, outils statistiques, etc. En effet, à l'occasion de ces dégustations, les validations de la conformité à l'appellation peuvent avoir un impact financier important pour le viticulteur. Il est donc indispensable de disposer d'un outil qui fasse le consensus, notamment devant un jury, voire un tribunal. La forme du verre n'est pas le seul élément normalisé dans une dégustation : la température et la pureté de l'air, l'éclairage (spectre) et même la peinture (couleur) utilisée pour les cabines de dégustation font l'objet de normes précises.
La dégustation du vin est réalisée entre autres par l’analyse sensorielle. Le vin est analysé sous les quatre phases suivantes : d'abord l'examen visuel, puis l'examen olfactif, l'examen gustatif et enfin une évaluation globale.

Étapes de dégustation
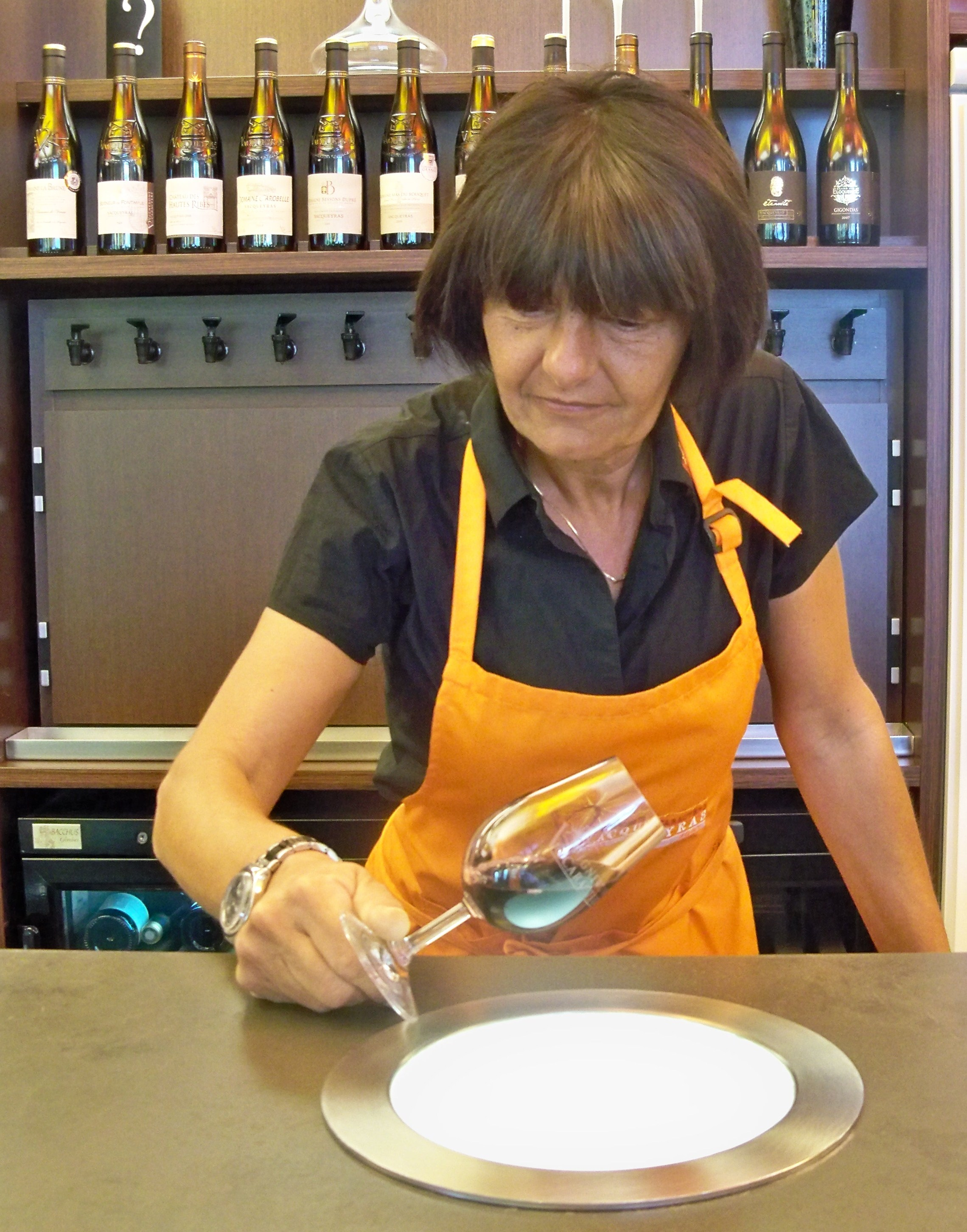
Mirer Sensations visuelles.
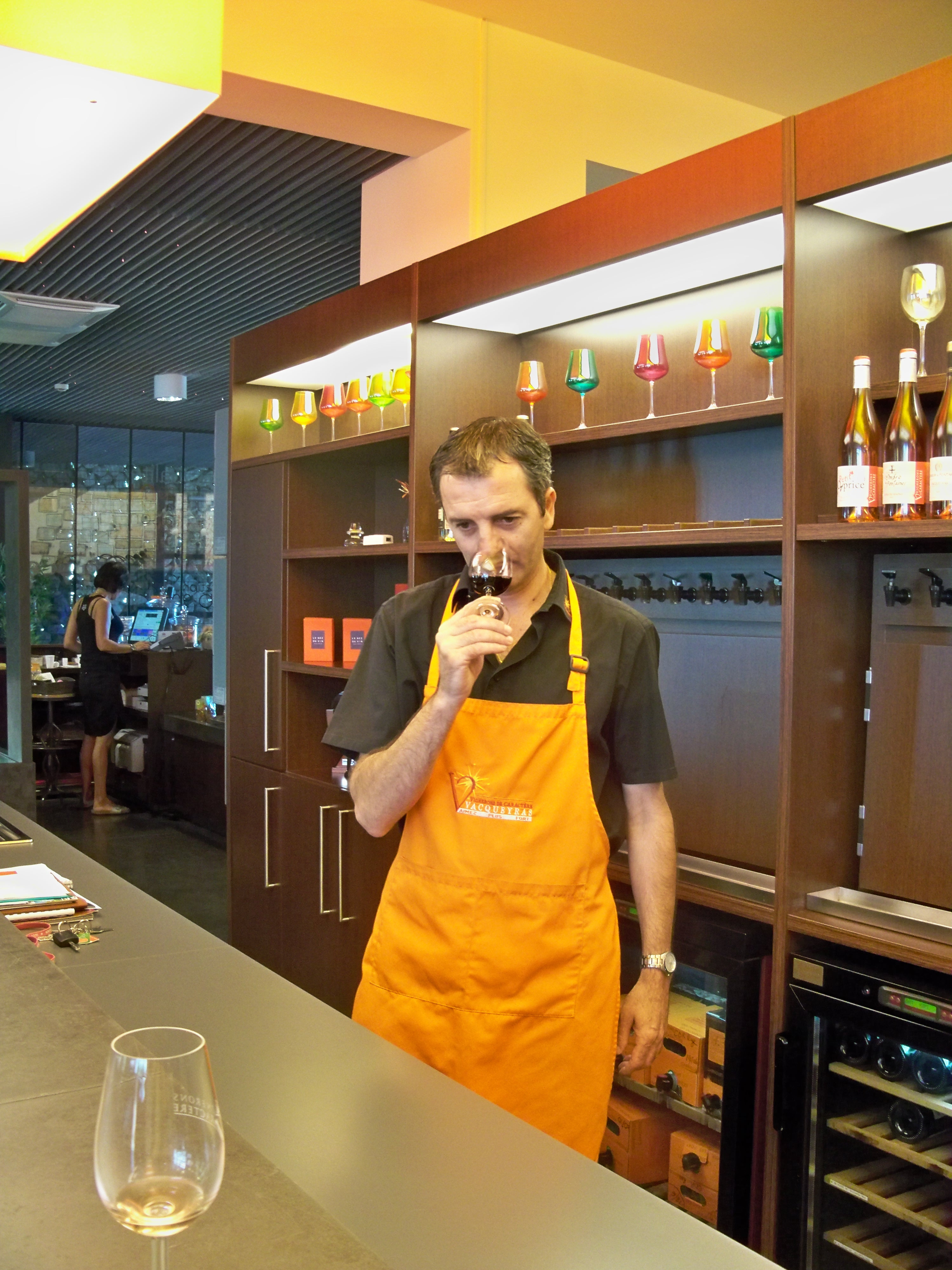
Humer Sensations olfactives.
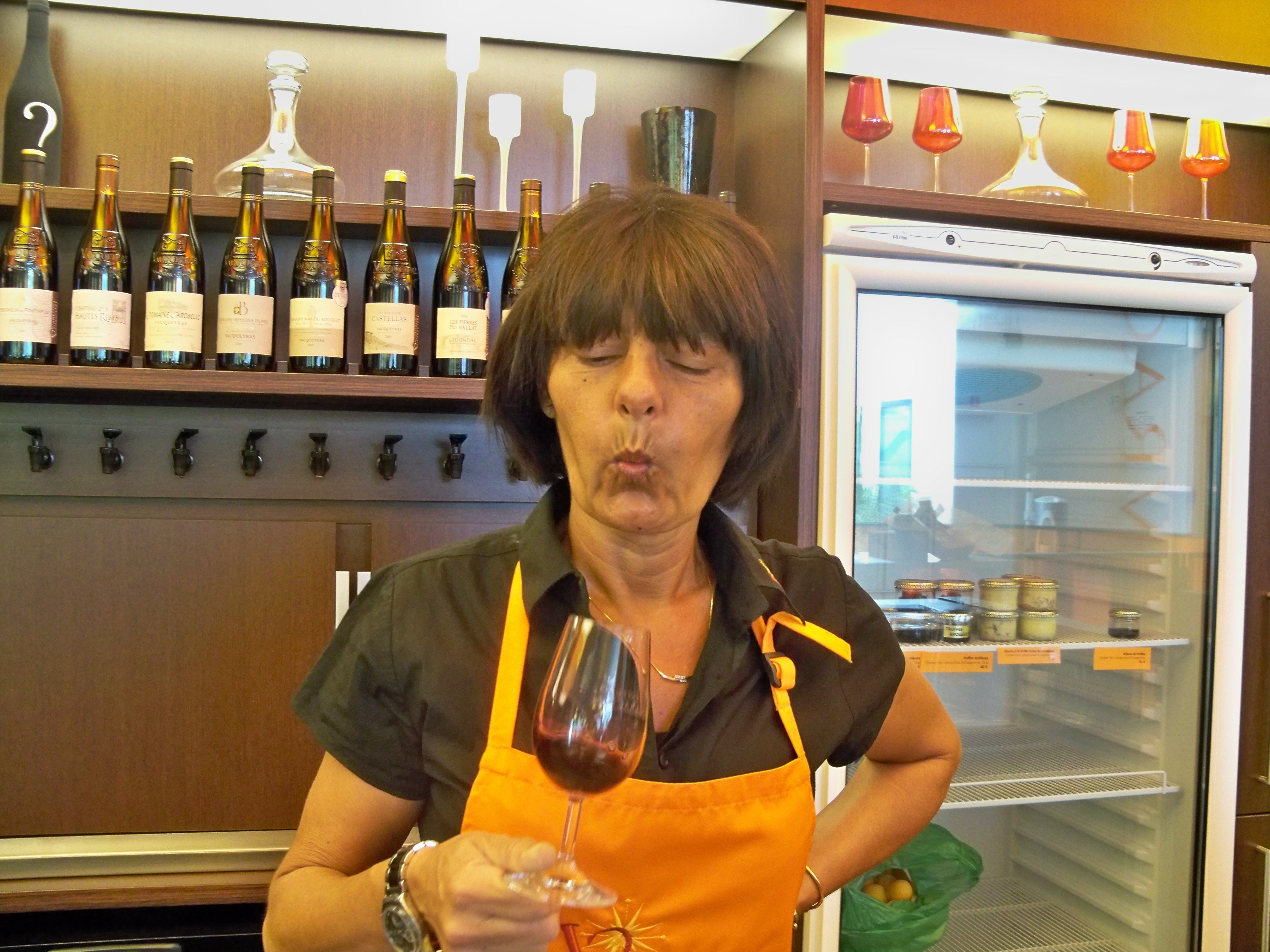
Lamper ou Grumer Sensations gustatives.

## Vocabulaire
La dégustation possède plusieurs types de vocabulaire, celui spécifique au vin (grumer, caudalie, acescent, etc.), mais surtout un vocabulaire d'emprunt au langage courant : soit par similitude (acide, grenat, vanillé, effervescent, etc.), soit par association d'idées et des métaphores (soyeux, vif, mordant, avoir de la cuisse, etc.). 
Ces vocables sont alors souvent relatifs à nos différents sens (ouïe, odorat, vue, goût, toucher, thermique, etc.). De plus, les mots pour la description du vin sont sujets à l’anthropomorphisme (mince, timide, séduisant, noble, etc.).
Le vocabulaire utilisé dépend du vocabulaire du dégustateur lui-même, du contexte et du public, de l'endroit, et de l'époque.

## Absence de consensus sensoriel
L'homme dispose d'un nombre de perceptions illimité mais d'un nombre limité de descripteurs du vin. Les travaux des neurophysiologistes montrent que l'analyse de la dégustation d'un vin est subjective ; quantitativement et qualitativement car les perceptions sont un continuum de stimuli et de sensibilités et que les descripteurs sémantiques ne peuvent résumer la multiplicité et la complexité des perceptions. 
C'est ainsi que la théorie des saveurs élémentaires est remise en question, ou que les sensations perçues dans la bouche se confondent souvent : les tanins apportent une sensation chimique d’astringence mais aussi une sensation tactile de sécheresse et de rugosité, la présence de bulles de gaz carbonique donne une sensation chimique de picotement mais aussi une sensation pseudo-thermique de fraîcheur, un taux élevé d'éthanol donne une sensation tactile d'onctuosité mais aussi une sensation pseudo-thermique de chaleur. Il ne peut donc y avoir aucun consensus entre les individus quant à la description des sensations perçues. L'équilibre entre toutes ces perception est trop complexe pour être décrit précisément et reproductible chez chaque individu. Les capacités anatomiques et donc sensorielles de chacun sont différentes, les compétences en dégustation également.
De plus, un sondage réalisé en 2013 révèle que les consommateurs n’apprécient pas le langage suranné voire prétentieux des notes de dégustation : 55 % des sondés déclarent que les descripteurs utilisés par les dégustateurs professionnels ne les aident pas à comprendre le goût du vin, deux tiers d’entre eux considèrent que les descriptions mentionnées sur la contre-étiquette ne correspondent pas à leur propre analyse sensorielle, 91 % d’entre eux affirment ne pas consulter les critiques spécialisées avant de choisir un vin.

## Conditions de dégustation
Les conditions de dégustation sont déterminantes pour que le vin soit évalué à sa juste valeur. Les paramètres extérieurs tels que la température, la lumière, le verre, et le dégustateur peuvent faire varier le résultat de l’évaluation.

### Température de dégustation
Il est difficile de contrôler précisément la température de service du vin au degré près, de plus dès que le vin entre en contact avec le verre et l’air, sa température change et se rapproche de la température ambiante, et ce d'autant plus rapidement qu'on agite le verre pour en humer les arômes.
Globalement, les vins effervescents, les vins blancs et les rosés sont dégustés plus frais que les rouges. Les températures préconisées dépendent essentiellement de la structure potentielle du vin (acidité, taux d'alcool, tanins, sucres résiduels).   
|             | Vin mousseux (Toutes catégories) | Vin blanc et rosé secs | Vin blanc et rosé avec sucre résiduel | Vin rouge peu tannique | Vin rouge ± tannique | Vin rouge tannique |
| ----------- | -------------------------------- | ---------------------- | ------------------------------------- | ---------------------- | -------------------- | ------------------ |
| Température | 8 °C                             | 10 °C                  | 12 °C                                 | 14 °C                  | 16 °C                | 18 °C              |
| Tolérance   | ± 1 °C                           | ± 1 °C                 | ± 1 °C                                | ± 1 °C                 | ± 1 °C               | ± 1 °C             |

D'une manière générale, une température élevée du vin en fait ressortir l'alcool, l'acescence, la structure et la volatilité des arômes, à l’inverse une température basse fait ressortir les tanins, l'acidité, ralentit la diffusion des arômes et limite l'effervescence des vins mousseux.
Ces recommandations prévalent pour une dégustation professionnelle, l'appréciation hédoniste du vin quant à elle peut être différente. Si la température ambiante est importante, il est plus agréable de déguster un vin à une température plus faible pour en apprécier le caractère rafraîchissant par exemple.

### Dégustation et lumière
L’examen visuel d’un vin peut être perturbé par plusieurs paramètres extérieurs qu’il convient de prendre en compte. Le verre doit être tenu par le pied pour ne pas interférer la perception.
Lorsque l’on compare plusieurs vins, la taille du verre et la quantité de vin dans le verre doivent être identiques pour chaque vin, un plus grand volume augmente l'intensité colorante.
Il faut privilégier une lumière naturelle et indirecte, observer le vin sur un fond blanc mat (une feuille blanche tenue à la main peut en faire office). Dans une même pièce, toutes les zones ne sont pas éclairées de la même façon, ce qui peut perturber le jugement du dégustateur (lumière plus ou moins forte, ombre colorée d’un élément de la pièce, etc.). La qualité et l'intensité de la lumière peuvent modifier l'examen visuel. L'intensité lumineuse doit être suffisante mais pas aveuglante, de 100 lux à 4 000 lux environ. 
La température de la lumière est importante : certains éclairages comme les néons ayant une lumière bleue/verte, donnent aux vins rouges des couleurs ternes et faussées. 

### Verre de dégustation
Le contenant recevant le vin pour permettre sa dégustation est un élément important, puisqu'il va interférer sur les différentes perceptions sensorielles. 

Différentes formes de verres et flûtes pour la dégustation.

Le verre à pied en verre transparent et incolore permet de limiter le nombre d'interférences. Le pied permet de saisir le verre sans réchauffer le vin avec la main, l'absence de coloration, elle, est essentielle pour apprécier la couleur du vin. Il existe sur le marché de nombreuses formes plus ou moins hautes, larges, ou évasées, avec un angle de recourbement plus ou moins important, et parfois avec des reliefs.
Les domaines viticoles, les organisateurs de manifestations, prêtent de l’attention à ce qui sera leur outil de travail, ou celui de leurs clients. Ils proposent parfois leur propre verre de dégustation, choisi ou dessiné pour eux. 
La forme de référence est le « verre INAO »

#### Verre INAO

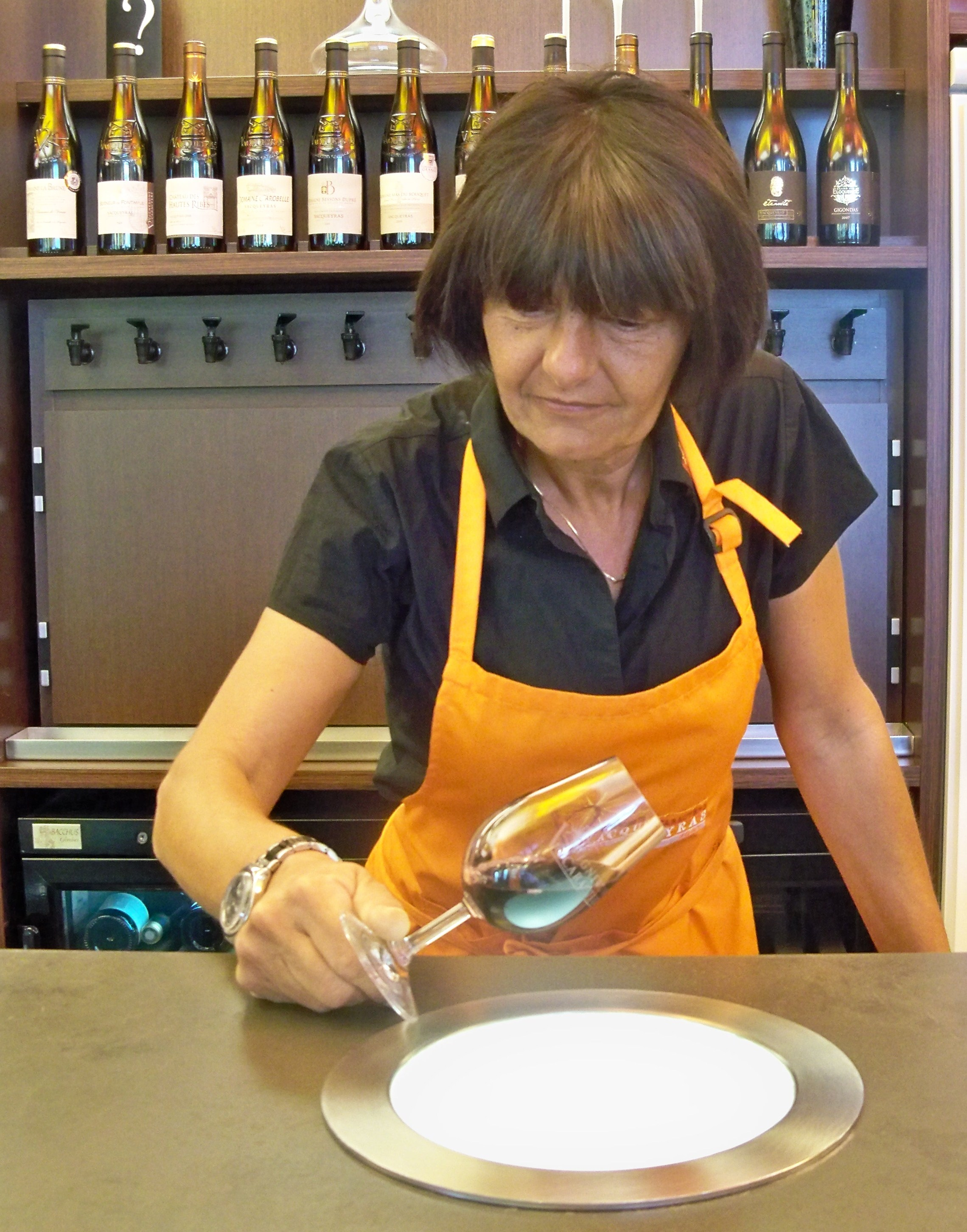
Inclinaison du verre à 45°.

Verre de dégustation INAO et ses dimensions.

Ce verre, improprement appelé INAO, est un outil de travail défini par un cahier des charges de l'Association française de normalisation (AFNOR), qui a été adopté par l'INAO comme verre de référence en 1970. Il a reçu sa norme AFNOR en juin 1971 et sa norme ISO 3591 en 1977.  
Le verre doit être en cristallin. Ses dimensions lui confèrent un volume total compris entre 210 mL et 225 mL. Il est recommandé d'y verser 50 mL de vin, qui correspondent à deux fois le volume nécessaire à une dégustation en bouche. 
L'INAO n'ayant pas déposé de dossier à l'Institut national de la propriété industrielle, il est copié en masse et a supplanté progressivement les autres verres de dégustation dans le monde. 
Cette forme peut être controversée, au profit d'autres variant la taille et l'angle du recourbement, mais restant similaires à la forme globale refermée sur le dessus. En dehors du fait que la forme de ce verre est censée favoriser la dégustation, il est surtout une référence uniforme dans les dégustations officielles. 
En effet, à l'occasion de ces dégustations, le verdict des dégustateurs est important. Il est donc indispensable de disposer d'un outil qui fasse le consensus devant un jury voire un tribunal.

#### Tastevin
Le tastevin a été remplacé par le verre pour la dégustation, ce dernier facilitant l'examen olfactif grâce à sa forme.
Cependant les propriétés de reliefs ont été reprises pour la création d'un « tasteverre », un verre de vin présentant les motifs du tastevin dans son fond, combinant ainsi les avantages de chacun.

### Condition du dégustateur
Le dégustateur est lui-même sujet à des variations de sa capacité de concentration, de fatigue, de santé, etc. Il peut également avoir fumé du tabac ou avoir consommé des aliments qui modifient par la suite ses perceptions olfactives et gustatives (produits mentholés, épicés, …). 
Une personne parfumée ne percevra pas des odeurs similaires dégagées à la fois, par son parfum, et par le vin. Cette personne va saturer ses récepteurs olfactifs, et augmenter son seuil de perception pour les odeurs dégagées par son parfum. Au quotidien, cela se remarque quand on ne sent plus son propre parfum , le nez est saturé par ces odeurs, elles ne pourront alors plus être perçues dans le vin. À l’inverse, pour les autres dégustateurs, si une personne est parfumée, ces odeurs viendront perturber leur perception du vin en ressentant des arômes qui n’y sont pas présents en réalité.
Ces conditions peuvent biaiser la dégustation. Pour une même personne et dans un état différent, le vin ne sera pas jugé de la même façon.

### Dégustation à l’aveugle

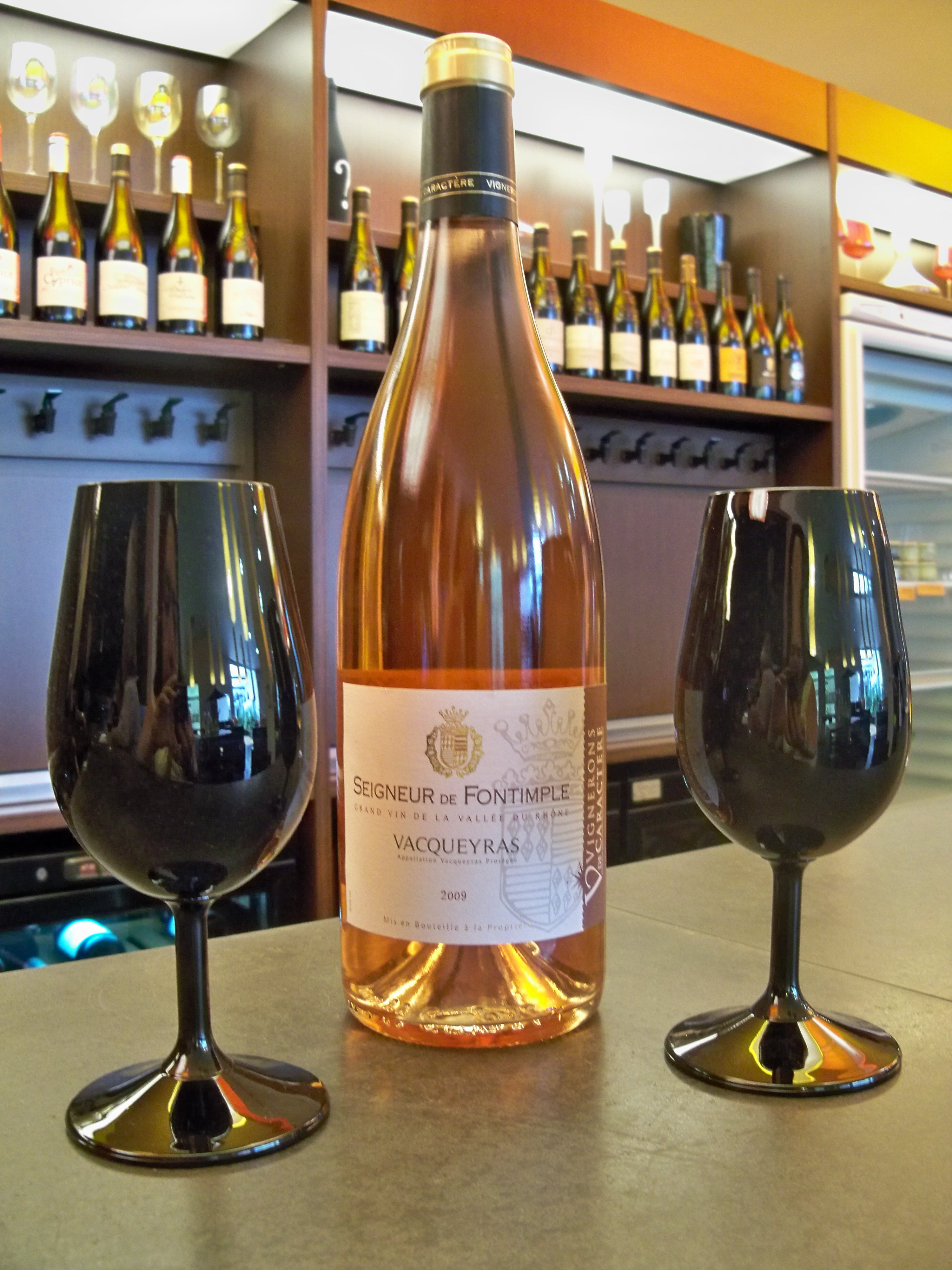
Verres noirs pour déguster à l'aveugle.

Il existe plusieurs types de dégustations à l’aveugle.  
- La première au sens propre ou le dégustateur connaît l'origine du vin mais n’a pas d'information sur l'aspect visuel, et déguste dans des verres noirs ou a la vue masquée.

- La deuxième possibilité, au sens figuré, l'origine du vin est totalement inconnue du dégustateur mais il peut s'aider de l’aspect visuel du vin, dans un verre normal, afin de la découvrir.
- Une troisième possibilité est un cumul des deux, le dégustateur ne connait pas l'origine du vin mais ne peut pas s'aider de la robe de celui-ci. Dans ce cas un vin blanc ou rosé tannique et un vin rouge léger peuvent être confondus[28].

La dégustation à l'aveugle est un exercice difficile, principalement utilisée dans les concours des sommeliers ou d'amateurs. Même les professionnels aguerris conviennent qu'identifier précisément un vin, domaine de production, cuvée particulière, millésime, etc. relève en partie du hasard. Un vin blanc aromatique a pu être dit élaboré à base de riesling, de chardonnay ou de chenin blanc lors de la même dégustation par trois sommeliers concourant en finale.
Pourtant certains œnologues ou sommeliers conviennent qu'une vraie dégustation doit se faire dans des verres noirs. L'absence de tout repère sur la couleur ouvre la porte à toutes les erreurs de jugement ou d'appréciation. Elle permet également de se concentrer sur la dégustation olfactive et gustative.

## Aspect visuel

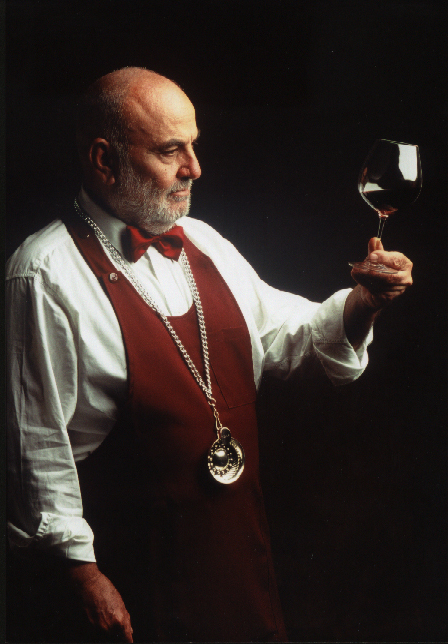
Examen visuel d'un vin

L'examen visuel, aussi appelé « l'œil », permet d'apprécier la limpidité, l'intensité, la couleur et les reflets (appelés « robe ») et l'éventuelle effervescence d'un vin.

### Couleur
La couleur, ou robe, se révèle près d’une source lumineuse sur fond blanc. La qualité de la luminosité ambiante revêt toute son importance pour étudier les reflets : l'œil ne doit ni exprimer un effort à cause d'un manque de lumière, ni être gêné par un excès de lumière.  
Outre l'identification du type de vin, elle permet d'évaluer l'état de maturation et l'âge de celui-ci. Cette évaluation peut être faussée par l'oxydation d'un vin, même jeune, qui prend une coloration plus jaune et intense. Cependant le « tuilage » du vin lors de son vieillissement ne peut pas être confondu avec une oxydation jeune, il est plus orangé et terne. 
Pour la décrire on peut utiliser un nuancier de couleurs.  

#### Vins blancs
Les teintes peuvent être jaune aqueux, jaune pâle, jaune or pâle, jaune doré, jaune serein, jaune paille, jaune ambré, jaune topaze, jaune cuivré, bronze, ocre, acajou, café.
| Couleur de la robe                 | Analyse possible du vin            |
| ---------------------------------- | ---------------------------------- |
| Presque incolore                   | Très jeune, sans oxydation.        |
| Jaune très claire, à reflets verts | Jeune, élevé et vinifié en cuve.   |
| Jaune or                           | Vin à maturité, élevage sous bois. |
| Or cuivrée, bronze                 | Vin au vieillissement avancé.      |
| Ambrée voire marron                | Vin très vieux, ou oxydé.          |
|                                    |                                    |

#### Vins rosés
La robe d’un vin rosé est très vaste, on peut trouver des nuancier de plus de 130 couleurs, et est plus difficile à définir car la couleur est fortement influencée par le ou les cépages et le mode d’élaboration,.
Les teintes roses peuvent entre autres être : rose gris, rosé, rose franc, rose cerise, rose framboise, champagne, rose orangé, rose abricot, rose saumon, pelure d’oignon, vieux rose, caramel, acajou.
Jeune, le vin prend une teinte d'une intensité allant du rose pâle au rouge rosé, au rose bleuté, suivant le mode de vinification (saignée, macération, pressurage direct…) et origine. Il prend des teintes virant vers le jaune, orange, puis ocre au vieillissement, dû à l'oxydation.
| Couleur de la robe           | Analyse possible                      |
| ---------------------------- | ------------------------------------- |
| Reflets rosé                 | Rosé de pressurage ou vin gris jeune. |
| Rose voire rouge très claire | Rosé de macération ou de saignée.     |
| Rose tirant sur le jaune     | Vieux rosé ou oxydé.                  |
|                              |                                       |

#### Vins rouges
Les teintes peuvent être violette, pourpre, laque carminée, amarante, grenat, carmin, rubis, vermillon, garance, acajou, orangée, tuilée, ocre.
| Couleur de la robe | Analyse possible                                      |
| ------------------ | ----------------------------------------------------- |
| Violacée           | Vin très jeune, vin nouveau.                          |
| Rouge              | Vin de quelques années (1-3 ans).                     |
| Rouge orangée      | Début de vieillissement, garde courte (3-7 ans).      |
| Rouge brune        | Vieillissement avancé, longue garde (10 ans et plus). |
|                    |                                                       |

### Nuance

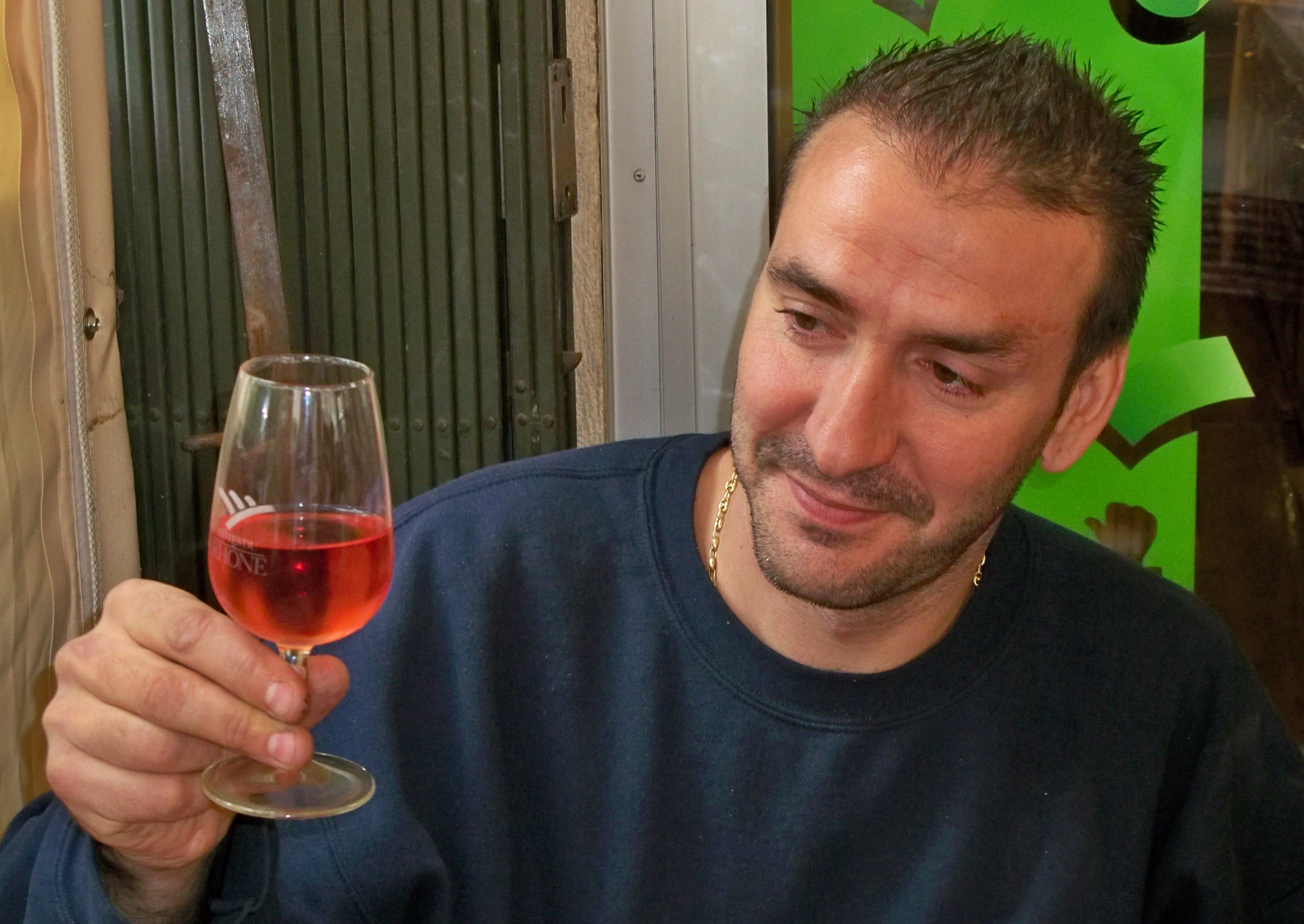
Appréciation visuelle d'un vin rosé.

La nuance est la couleur de la frange, l'endroit où le vin rencontre le verre, le long du disque (soit la surface du vin dans le verre). Elle s'apprécie en inclinant le verre pour élargir le disque. Elle témoigne de l'âge et de l'évolution du vin, le disque pouvant être clair, évolué, tuilé, etc. Un vin blanc sec jeune aura une nuance verdâtre, un vin rouge aura une nuance violacée, voire bleutée. En vieillissant, la nuance devient ambrée ou tuilée. Au stade ultime de leur vieillissement, les vins blancs et rouges ont quasi la même couleur acajou clair. Cette évolution est appelée « tuilage ». Une mesure analytique, la teinte, permet de connaître la proportion d'absorbance des longueurs d'onde jaune et rouge par un vin. Cette teinte ayant tendance à augmenter lors du vieillissement d'un vin.

### Intensité
L'intensité est aussi un critère à analyser, elle est plus significative sur les vins rouges que les vins blancs. Elle est due aux pigments colorants (anthocyanes : rouge, ou flavones : jaune). Elle est influencée par l’origine, le cépage, l’aire de production, le millésime, le rendement à l’hectare, le rapport volume/poids de la baie, la date de vendange, l’état sanitaire du raisin, la vinification, l’élevage et la conservation. Elle peut donner une indication sur la richesse substantielle du vin.

#### Niveaux d’intensité
Il existe un vocabulaire pour exprimer le niveau d'intensité d'un vin.  
Une intensité faible est légère, peu intense, peu marquée, pâle, claire, de faible intensité. Une intensité moyenne, assez intense ou d'intensité moyenne. Une intensité forte est elle décrite comme intense, soutenue, de forte intensité, sombre, foncée, dense, profonde.

#### Intensité colorante
L'intensité colorante, elle, peut être mesurée optiquement, par la somme de différentes longueurs d'onde. C'est une évaluation analytique et non sensorielle, elle représente cependant un indicateur, l'intensité colorante ayant tendance à baisser lors du vieillissement d'un vin, cela correspond à une baisse d'absorbance de la lumière par le vin, donc un vin plus clair. Un vin rosé a une intensité colorante modifiée située généralement entre 0,4 et 0,9 points de densité optique, les vins clairets entre 1,2 et 2,5, et les vins rouges au delà de 3 points de densité optique. 

### Brillance

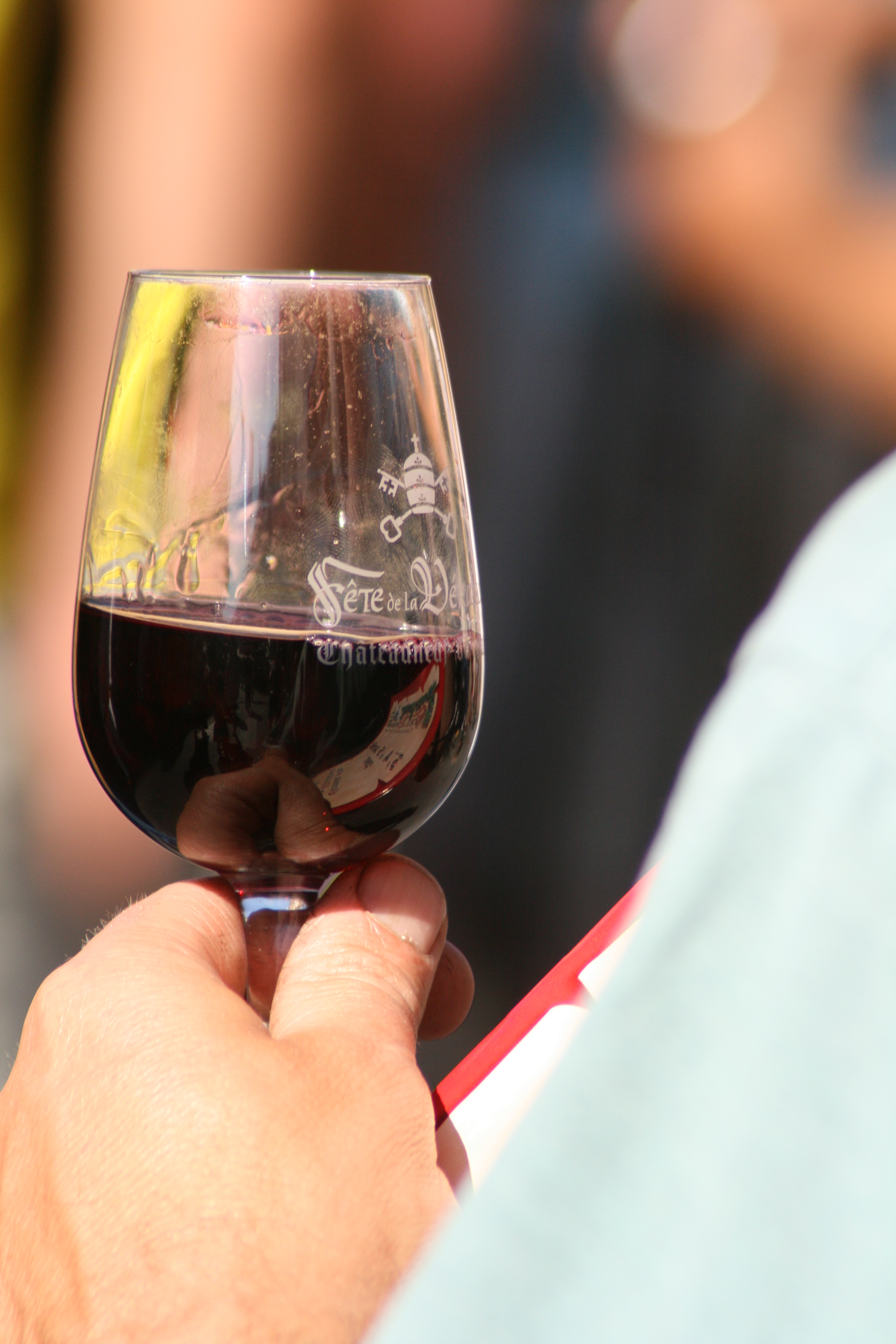
Un verre de type INAO permettant de déguster un vin dans de bonnes conditions.

La brillance est la propriété du vin à refléter la lumière, révélatrice d’une certaine vivacité du vin due à l’acidité présente dans le vin et des pratiques œnologiques apportés au vin, comme la clarification. Il est défini au niveau vocabulaire par les termes cristallin, brillant, éclatant ou au contraire mat, terne, éteint, etc.

### Transparence
La transparence est en relation directe avec l'intensité colorante. Avec le temps, tous les vins deviennent relativement transparents, la matière colorante ayant tendance à précipiter. Cela qui peut indiquer un stage d'affinage ou d'évolution avancée du vin.

### Limpidité

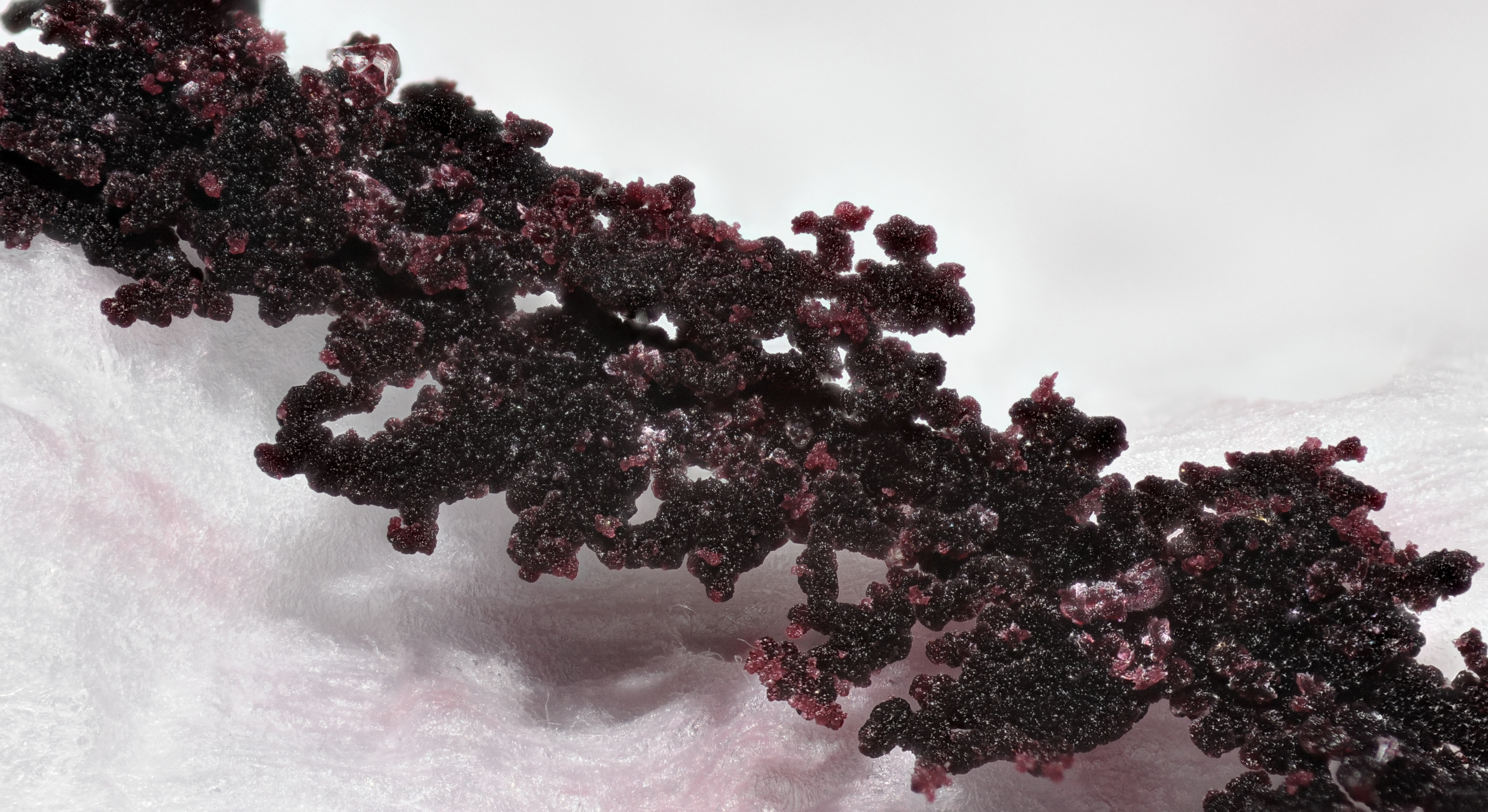
Dépôt de vin.

C'est l'absence de trouble, elle peut être observée en retournant une bouteille devant une lampe afin d’observer la chute éventuelle d’un sédiment (dépôt) ou de particules en suspension (trouble). Cette appréciation peut se faire aussi directement dans le verre par observation latérale, ou avec une lumière en contre-jour. On utilise généralement les termes : limpide, clair, transparent. Au contraire on utilise pour la turbidité : bourbeux, cassé, chargé, troublé, voilé, etc.
Une dégustation qui a lieu pendant la fermentation ou juste après se fait sur des vins troubles, les vins étant encore chargés en lies avant leur soutirage. 
Par ailleurs, une part croissante de vignerons produit un vin signalé sans filtration ou sans collage sur l'étiquette. Ce sont des producteurs qui estiment que le léger trouble est un inconvénient minime en regard des avantages : subtilité et complexité des arômes, un vin filtré paraissant souvent plus fin qu'un vin non filtré. Si un vin avec dépôts ne présente pas de signes d'altération, il en va autrement lorsque le vin est trouble, très souvent il y a altération du vin.
Il ne faut pas confondre trouble et dépôt. Un dépôt est une particule visible et mobile dans le vin, qui ne le trouble pas. Un trouble crée une impression de voile, avec un aspect presque laiteux, nuageux, opalescent.
La turbidité est une évaluation analytique permettant de quantifier la limpidité d'un vin.

### Viscosité
La viscosité est l'aspect fluide et mobile que le vin présente lorsque l’on fait tourner le verre ou lorsque le vin est versé dans le verre. Deux points sont à observer. Le ménisque, et les larmes qui apparaissent après agitation du verre.
Un défaut appelé « maladie de la graisse » donne au vin un aspect huileux, avec une viscosité très importante.

#### Ménisque
Si l'on observe de côté la surface du liquide, à travers le verre, on remarquera une couche plus claire, plus ou moins épaisse en surface. Ce ménisque est dû au phénomène de capillarité auquel tout liquide en milieu confiné est soumis. 
Un ménisque translucide est la marque d'un vin vieux.
L'acidité a un effet tensio-actif, c'est-à-dire qu'elle pousse le liquide à mouiller une plus grande surface et par conséquent à produire un ménisque plus épais. Ainsi, un ménisque épais devrait être un signe de vigueur du vin.

#### Larmes ou jambes

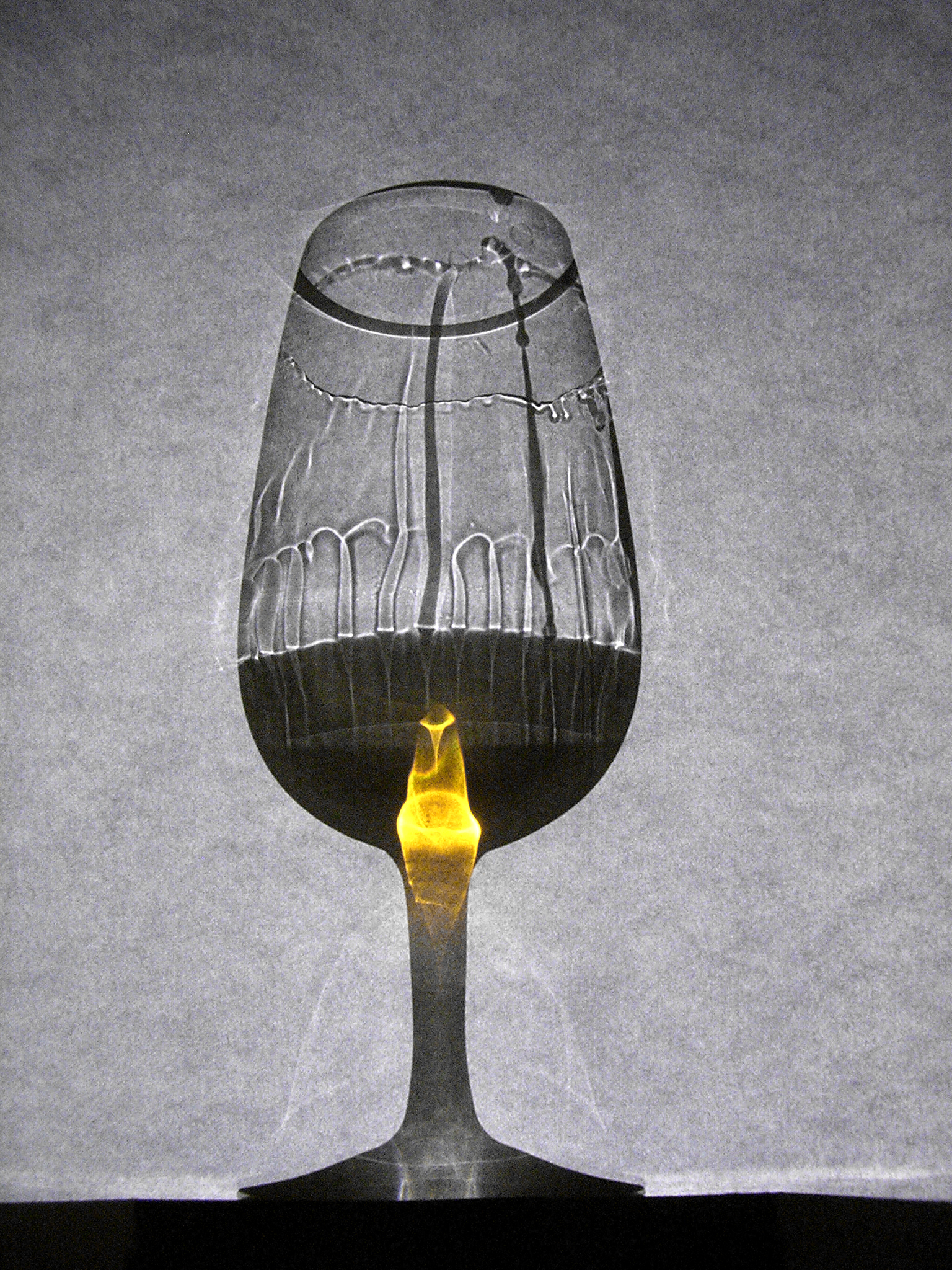
Verre INAO, photo prise aux UV montrant les jambes du vin.

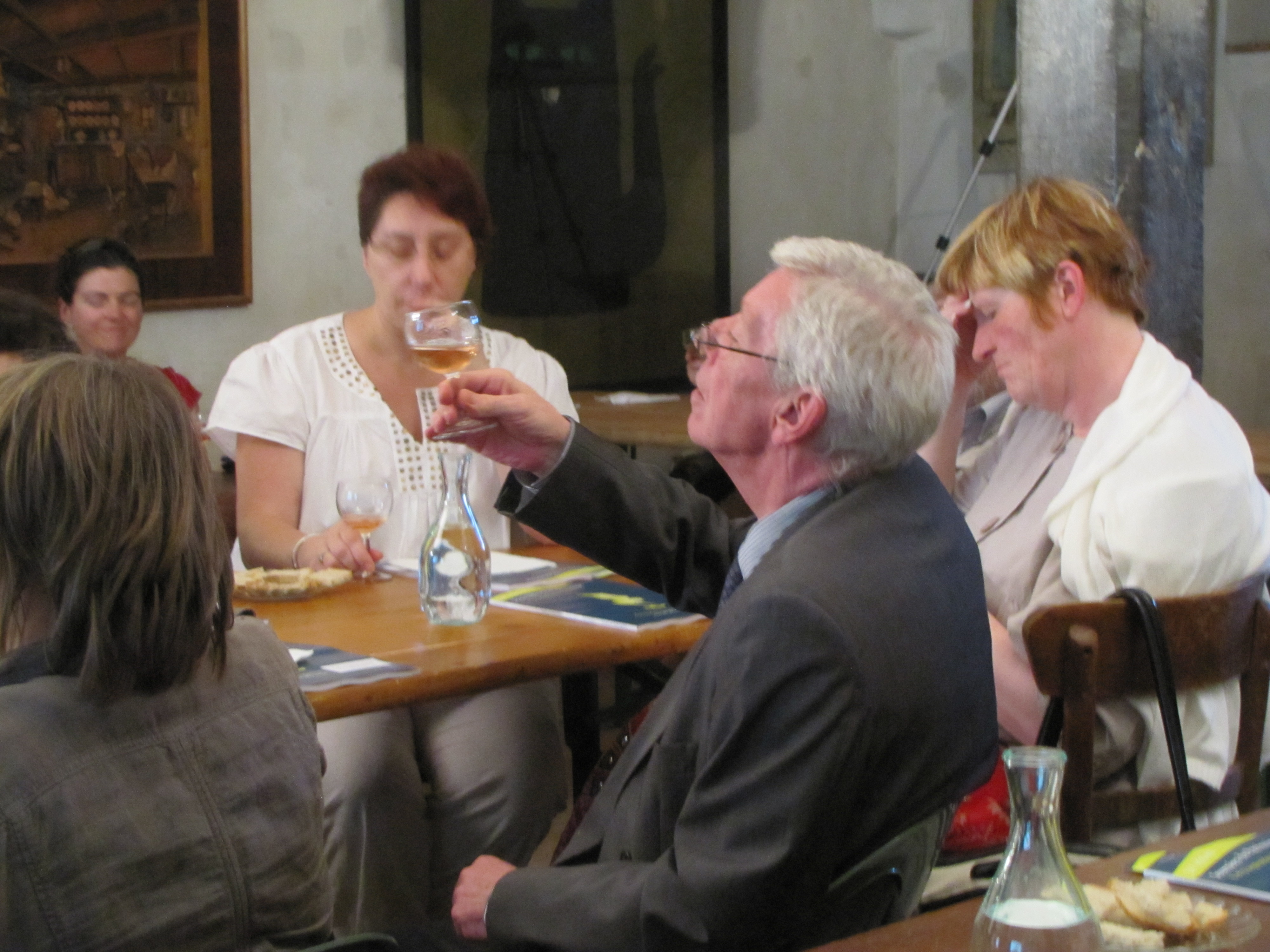
Appréciation de la présence jambes.

Lorsque l'on fait tourner le vin dans le verre, on remarque qu'un liquide transparent et visqueux coule plus lentement sur les parois que le reste du vin. Les gouttes qui se détachent de ce bourrelet pour descendre plus ou moins rapidement rejoindre le liquide sont appelées les « larmes », « jambes » ou encore « arceaux ». 
L’apparition des larmes est liée à quatre facteurs physiques. On attribue à Marangoni (1871) l’explication de ce phénomène qui avait été observé et expliqué par le physicien James Thomson en 1855. Dans un liquide, les forces d’attraction entre les molécules sont appelées forces de tension superficielles. Le même type de forces agit aussi entre les molécules d’un liquide et celles d’un solide, mais on parle dans ce cas de tension inter-faciale. Si la tension inter-faciale entre un liquide et un verre est légèrement plus importante que la tension superficielle, alors les molécules du liquide adhérent au verre et humidifient le haut de la paroi.
Les jambes ou larmes (effet de capillarité) sont en partie initiées par l'alcool contenu dans le vin. Les alcools sont des composés plus volatils que les autres éléments, et s'évaporent plus facilement que l'eau, présente en grande partie dans le vin. Cette évaporation « alourdit » le liquide, en augmentant sa densité. Dans la fraction appauvrie en alcool, la tension superficielle augmente et provoque la formation de gouttes, qui finissent par s'écouler sur la paroi du verre par l'effet de gravité. Les larmes sont alors composées principalement d'eau et des autres composés du vin.
L'épaisseur, la largeur, la visibilité des larmes ou du ménisque sont donc des conséquences de la teneur en alcool, glycérol, et sucres. Les différentes influences séparées de chacun de ces paramètres n'ont pas été démontrées scientifiquement, ils influent sur le nombre, la taille et la vitesse des larmes lors de leur descente le long du verre. Les avis divergent sur l'effet de la concentration en alcool, glycérol et sucre sur ces paramètres physiques,,.
Le verre lui-même est un facteur de cet aspect, sa finition, la propreté ou les produits détergents utilisés pour son nettoyage peuvent avoir un impact.

### Effervescence

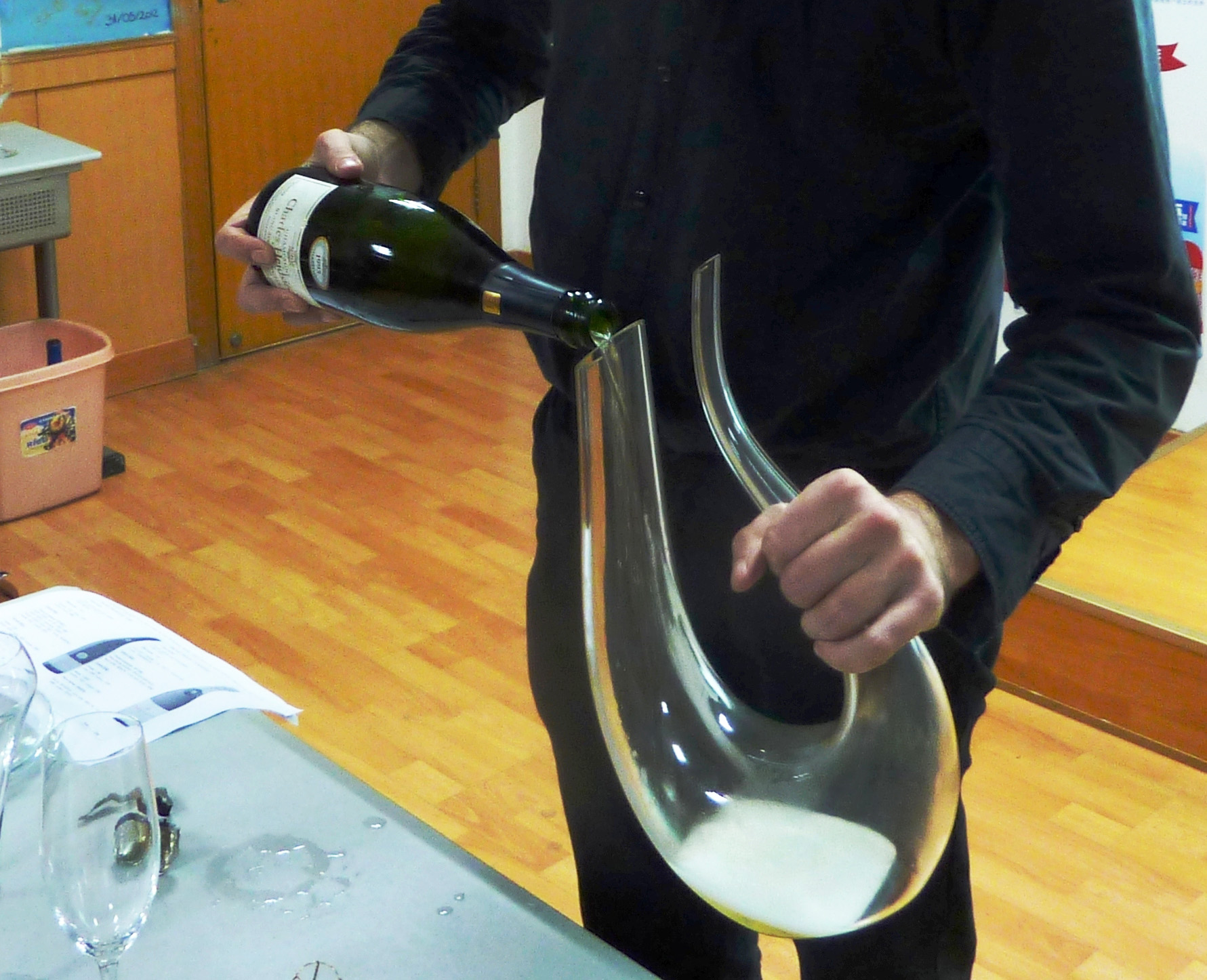
Carafage du champagne.

L'effervescence dans les vins est due à la présence de dioxyde de carbone (CO2).

#### Cas des vins tranquilles
L'effervescence est un défaut dans un vin tranquille, mais elle est peut-être recherchée pour donner une certaine fraîcheur dans des vins à l'acidité un peu limitée, pour les millésimes très chauds, vins rosés et blancs méridionaux (comme le gaillac perlé). Avec une très fine effervescence, le vin est dit perlant.
Les vins tranquilles contiennent une faible quantité de CO2 dissous, à teneur normale, le CO2 est pratiquement invisible à l’œil :
- Vins blancs : de 400 à 800 mg/L
- Vins rouges : de 200 à 400 mg/L

Une présence de CO2 un peu plus importante peut manifester par une légère effervescence lors du service.
Ce peut être un signe d’élevage sur lies (muscadet sur lies, chasselas de Haute-Savoie), en raison de la fermentation malolactique, un dégagement de CO2 se produit, ce qui n’est pas un défaut. La présence de CO2 en quantité importante peut être un indice de refermentation de sucres résiduels en bouteille ou d'une piqûre lactique. Dans ce cas, c’est une altération irréversible du vin.

#### Cas des vins effervescents
Dans les vins effervescents comme le crémant ou le champagne la teneur dépasse 1 000 mg/L de CO2.
On juge la finesse et la vitesse des bulles, la persistance du dégagement, la tenue du cordon de bulles en surface, le long de la paroi du verre. Des bulles grossières sont appelées « œil de crapaud ». Lorsque le vin est versé, la mousse doit être modérée. La teneur en protéines et en collagène du vin conditionne la tenue des bulles. Dans un vin qui en est riche, les bulles restent longtemps avant d'éclater.
L'observation de l'effervescence peut être perturbée par de nombreux facteurs ; qualité et propreté du verre, dépoli au fond du verre (sites de nucléation), température du vin, pression atmosphérique, et de la qualité du vin.

### Défauts
Le vin doit être limpide. La présence de défauts visuels permet de déceler la nature des dommages qui ont pu être infligés au vin.

#### Particules
Aussi appelés « nageurs » ou « voltigeurs », ce sont des particules solides qui peuvent être en suspension dans le vin, ou au fond de la bouteille ou du verre.
- Les bouts de bouchon, indiquant une mauvaise hygrométrie de la cave, une mauvaise qualité de bouchon, ou un mauvais débouchage. Ils peuvent perturber la phase olfactive mais ne signifient pas que le vin va être bouchonné.
- Le tartre, sous forme de petits cristaux blancs à transparents, est en réalité de l'acide tartrique précipité, signe que le vin a été soumis à une température basse. La température en cave peut avoir été trop basse pendant au moins quelques jours, ce qui a favorisé la formations des cristaux. Ce dépôt mobile se retrouve généralement au fond de la bouteille ou du verre. Le consommateur non-averti confond souvent les cristaux avec du sucre. Ces cristaux sont communément désignés par le terme « gravelle », ils n'altèrent en aucun cas la qualité du vin et ne sont absolument pas dangereux.
- Le dépôt, dans les vins rouges, est dû à la polymérisation des anthocyanes, c'est une précipitation de la matière colorante appelée « casse brune ». L'intensité de la couleur en sera affectée.
- Les particules sous forme de filaments, peuvent être la cause de combinaisons de précipitations de matière colorante et d'agglomérats de protéines.

#### Troubles
Un trouble laiteux peut également apparaître indiquant une instabilité physique ou chimique du vin. Ce trouble peut être causé par une trop grande proportion de protéines dans le vin, il est alors appelé « casse protéique ». Il peut également être causé par certaines maladies bactériennes du vin (instabilité chimique). Il est observable dans les vins blancs.

## Aspect olfactif

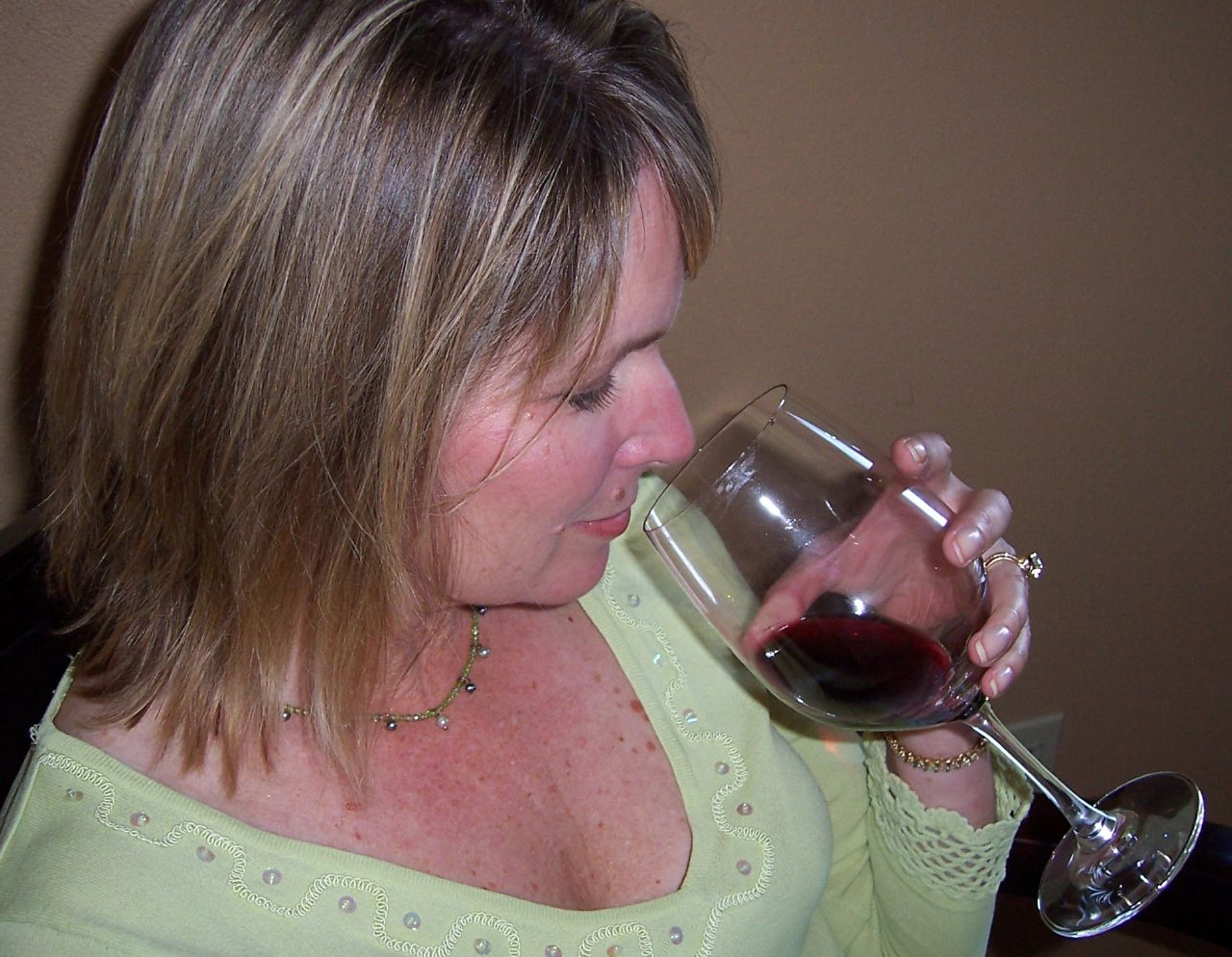
Analyse olfactive d'un vin.

L'examen olfactif permet d'analyser les arômes exprimés par le vin. On parle de bouquet, qu'on analyse en termes d'intensité, de type de parfum et de complexité. Pour bien analyser cette phase, il est nécessaire d'avoir un verre dont les bords supérieurs se recourbent légèrement vers le centre, environ au tiers de la hauteur. Ces verres concentrent mieux les arômes au niveau du nez, dans la partie supérieure du verre, contrairement au tastevin qui les laisse s’échapper.
Plusieurs étapes composent l'analyse olfactive :
- La franchise du matériel de dégustation (verre vide) est vérifiée, afin de ne pas être perturbé par des odeurs externes. Le stockage des verres au contact du bois ou du carton peut les en imprégner. Un rinçage à l'eau ou une forte aération peuvent suffire à les affranchir.
- L'olfaction superficielle, sans agitation du verre, met en évidence le « premier nez » c'est-à-dire l'ensemble des parfums que l'on décèle avant d'avoir fait tourner le vin dans le verre.
- L'olfaction après agitation du verre met en évidence le « deuxième nez » que l'on décèle après avoir fait tourner le vin dans le verre pour l'oxygéner. Plus l'agitation est forte, plus les molécules volatiles sont dégagées.
- Le « fond de verre », est l'ensemble des arômes qui sont diffusés une fois le verre vide. Ces arômes sont souvent très différents, dû au fait de la faible quantité de vin restante sur les parois du verre, qui permet une volatilisation différente des molécules aromatiques.

### Mécanisme de l’odorat

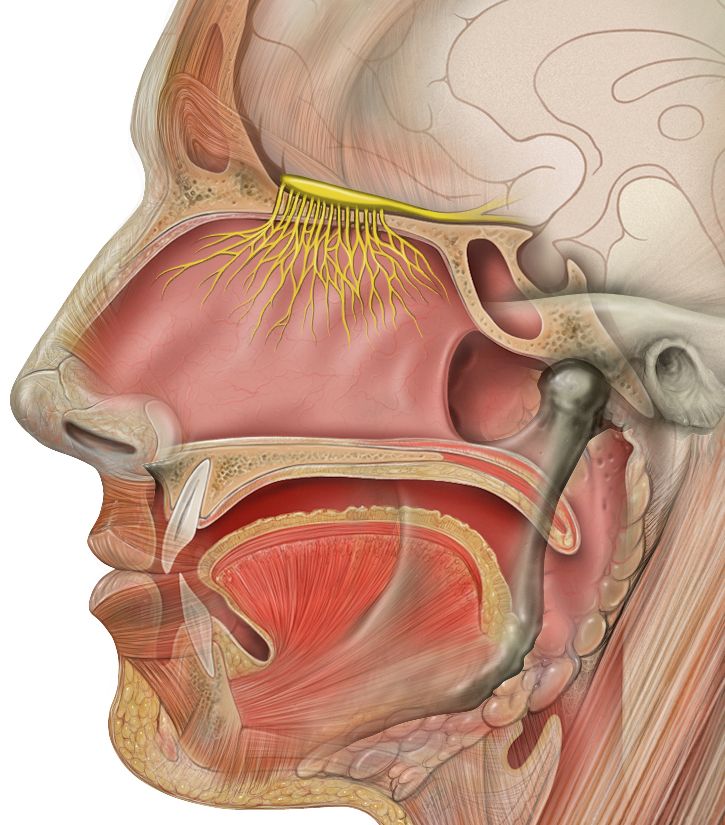
Représentation du bulbe olfactif et des nerfs olfactifs humains (en jaune) en haut de la cavité nasale.

L’odorat est un des sens les plus mystérieux : le prix Nobel consacrant la découverte du mécanisme de l’odorat n'a été décerné qu'en 2004 (Richard Axel et Linda B. Buck). L’organe de l’odorat se trouve dans la partie supérieure du nez, tout en haut des fosses nasales.
Les molécules odorantes volatiles du vin pénètrent par les narines, puis atteignent la muqueuse pituitaire qui tapisse la cavité nasale. Ensuite, les molécules odorantes se dissolvent dans le mucus et agissent sur le bulbe olfactif, composé de cils olfactifs. Les molécules interagissent avec les récepteurs des cils olfactifs, transformant le signal chimique en signal électrique vers le cerveau à travers le système nerveux, pour transmettre l'information.
On distingue l’odeur perçue par voie nasale directe (inspiration via les narines), de l’arôme perçu par la voie rétro-nasale (rétro-olfaction), c'est-à-dire par passage interne de la cavité buccale aux fosses nasales.
Il existe des centaines de récepteurs olfactifs différents, pouvant chacun réagir avec une à cinq molécules odorantes, tandis que les molécules odorantes peuvent elles aussi activer plusieurs récepteurs.
Le nez humain pourrait ainsi distinguer un trilliond'odeurs différentes, venant corriger l'estimation précédente de quelques dizaines de milliers. À l'instar de la parfumerie, on utilise parfois un appareil de chimie, le chromatographe gazeux-olfactomètre, pour analyser les goûts et odeurs des différents composants du vin. On a pu remarquer que certaines odeurs très fortes provenaient de substances présentes en quantités infinitésimales dans le vin (c'est le cas par exemple de la pyrazine, responsable de l'odeur de poivron vert).
Exécuter un examen olfactif (humer un vin) augmente très légèrement l'alcoolémie de l'examinateur.

### Critères d'analyse olfactive
La qualité de l'expression olfactive d'un vin est analysée selon plusieurs critères, comme l’intensité olfactive, la dominante olfactive, la finesse des odeurs, leur complexité et l'accord entre elles.

#### Intensité
L'intensité olfactive est la force avec laquelle sont ressenties les odeurs. Elle peut être globale pour l'ensemble du bouquet, mais aussi être définie pour chaque famille d'odeur, voire pour chaque odeur.

#### Dominante
Lorsqu'une odeur couvre les autres, on parle de dominance olfactive. Cela correspond au seuil à partir duquel, la quantité de molécules aromatiques responsable de l'odeur perçue, empêche les récepteurs sensoriels olfactifs de percevoir d'autres odeurs.

#### Qualité
La qualité olfactive est l'harmonie et l'appréciation de l'ensemble des odeurs. De nombreux adjectifs peuvent alors être utilisés, cette notion étant très personnelle : désagréable, grossier, vulgaire, peu plaisant, médiocre, rustique, élémentaire, commun, ordinaire, banal, simple, agréable, fin, très fin, complexe, élégant, subtil, racé, etc.

### Seuils
Les odeurs caractérisées en dégustation dépendent de leur concentration dans le vin, de la matrice du vin lui-même (teneur en acidité, alcool, …) et de la capacité du dégustateur à les ressentir. Ainsi, outre les concentrations, les dégustateurs ne sont pas tous égaux et ne possèdent pas tous le même odorat. Certains seront hypersensibles à une molécule aromatique, d'autres anosmiques. En règle générale, un seuil d'arôme est considéré comme atteint lorsque 50 % du panel de dégustateur parvient à le ressentir, globalement, un seuil de perception pour une odeur est défini lorsque 50 % de la population l'identifie comme tel. On peut alors définir des ratios entre les seuils, l’identification d'une odeur nécessite qu'elle soit 2 à 5 fois plus concentrée que son seuil de perception.

Répartition de la population en fonction de la sensibilité à une odeur.

Les odeurs ne sont cependant pas perçues avec une intensité proportionnelle à la concentration. Dans certaines configurations, les molécules aromatiques n’expriment pas leur odeur habituelle. La perception peut être influencée par :
- La concentration elle-même, une molécule peut être caractérisée par différentes odeurs selon la concentration, on a une variation de la nature de l'odeur. Une odeur de muguet trop concentrée rappellera plutôt celle de la rose[46].
- L’interaction entre deux molécules aromatiques 
  - par addition : deux molécules s'additionnant peuvent se renforcer l'une et l'autre, en particulier lorsqu'elles sont proches, par exemple deux odeurs d'agrumes.
  - par modulation : deux molécules ensemble peuvent donner une troisième odeur différente des deux séparées, notamment par activation simultanée de récepteurs sensoriels.
  - par soustraction : deux molécules peuvent anéantir mutuellement l’expression odorante de l’autre lorsqu'elles sont ensemble. En particulier lorsqu'elles sont très différentes, par exemple le café inhibe l'expression de l'ail.
- La durée de perception peut faire évoluer le ressenti, une saturation des récepteurs sensoriels spécifiques d'une molécule aromatique fera diminuer l'intensité de la perception de celle-ci.

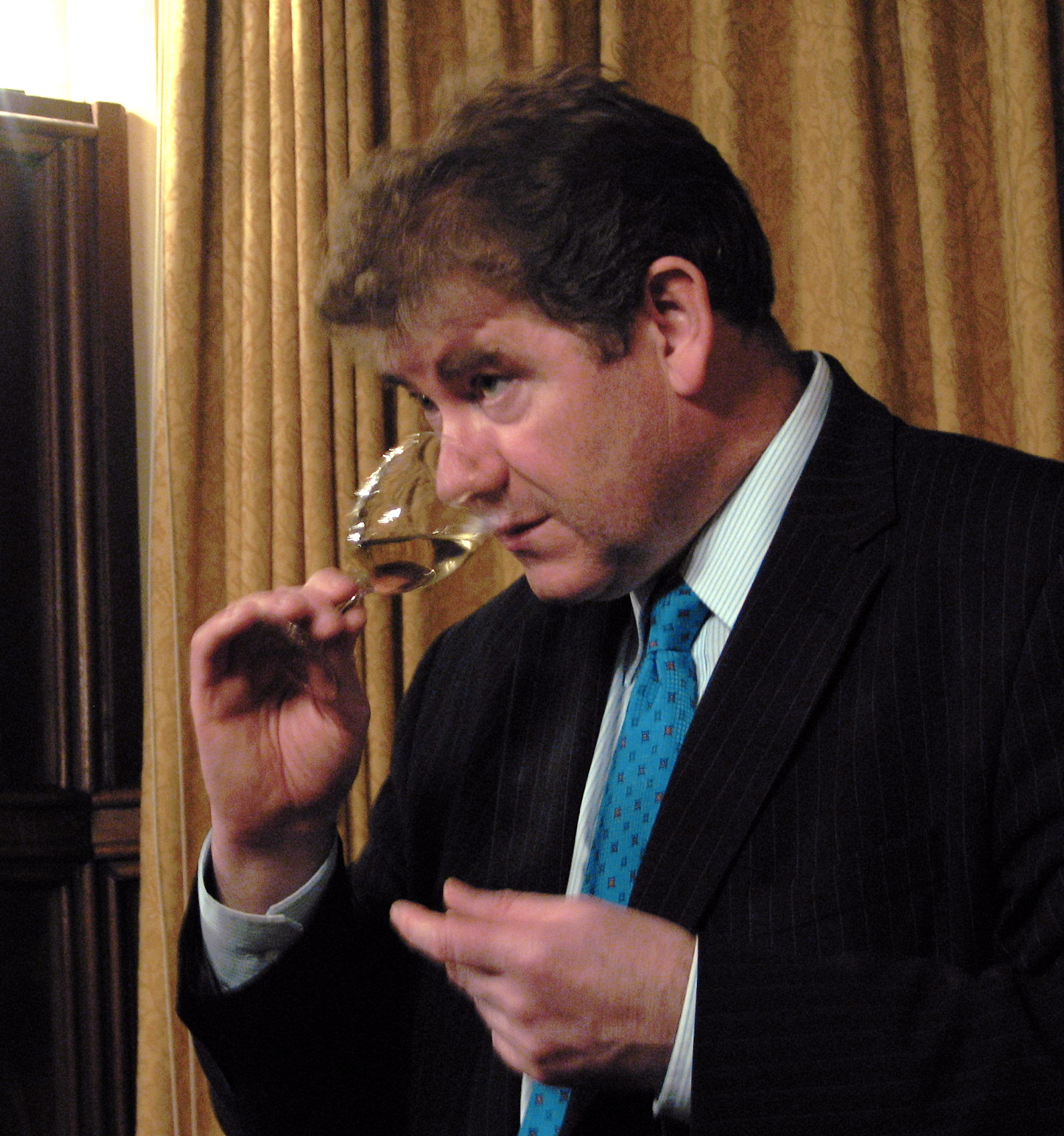
À la recherche des sensations olfactives d'un vin.

#### Seuil d’apparition
Il peut également être appelé seuil de perception ou seuil de détection. C'est l'intensité minimale d’un stimulus, parvenant à provoquer une sensation perceptible. Cette sensation n’implique pas qu’elle puisse être clairement identifiée, mais qu'un changement, ou quelque chose, a été perçu et a éveillé l'odorat.

#### Seuil d’identification
Aussi appelé seuil de reconnaissance, c'est le stimulus minimal nécessaire pour que le cerveau identifie la perception. Elle est alors mise en relation avec la mémoire, pour être identifiée et décrite par du vocabulaire précis et approprié. Il est supérieur au seuil d'apparition.

#### Seuil différentiel
Le seuil différentiel est l'écart minimal entre deux valeurs de concentration, d'une odeur identifiée, qu’un dégustateur est capable de discerner. Une différence trop infime entre deux échantillons, ne permet pas de dire si les échantillons sont identiques, ou si l'un est plus ou moins concentré que l'autre, donc différent. Le seuil différentiel ne rend compte que d’une différence quantitative.

#### Seuil de saturation
Également appelé seuil final, c'est l'intensité maximale pouvant être ressentie pour un stimulus, tout augmentation de l’intensité et de la concentration de l'odeur n'amène pas de perception supplémentaire ni de différence de cette perception.

#### Seuil de recouvrement
Différent du seuil de saturation, c'est le seuil pour lequel un arôme domine dans le vin, ou recouvre tous les autres arômes. Le cas du goût de bouchon peut y être associé, l'intensité est telle qu’elle masque tous les autres arômes du vin, le rendant impropre.

### Arômes

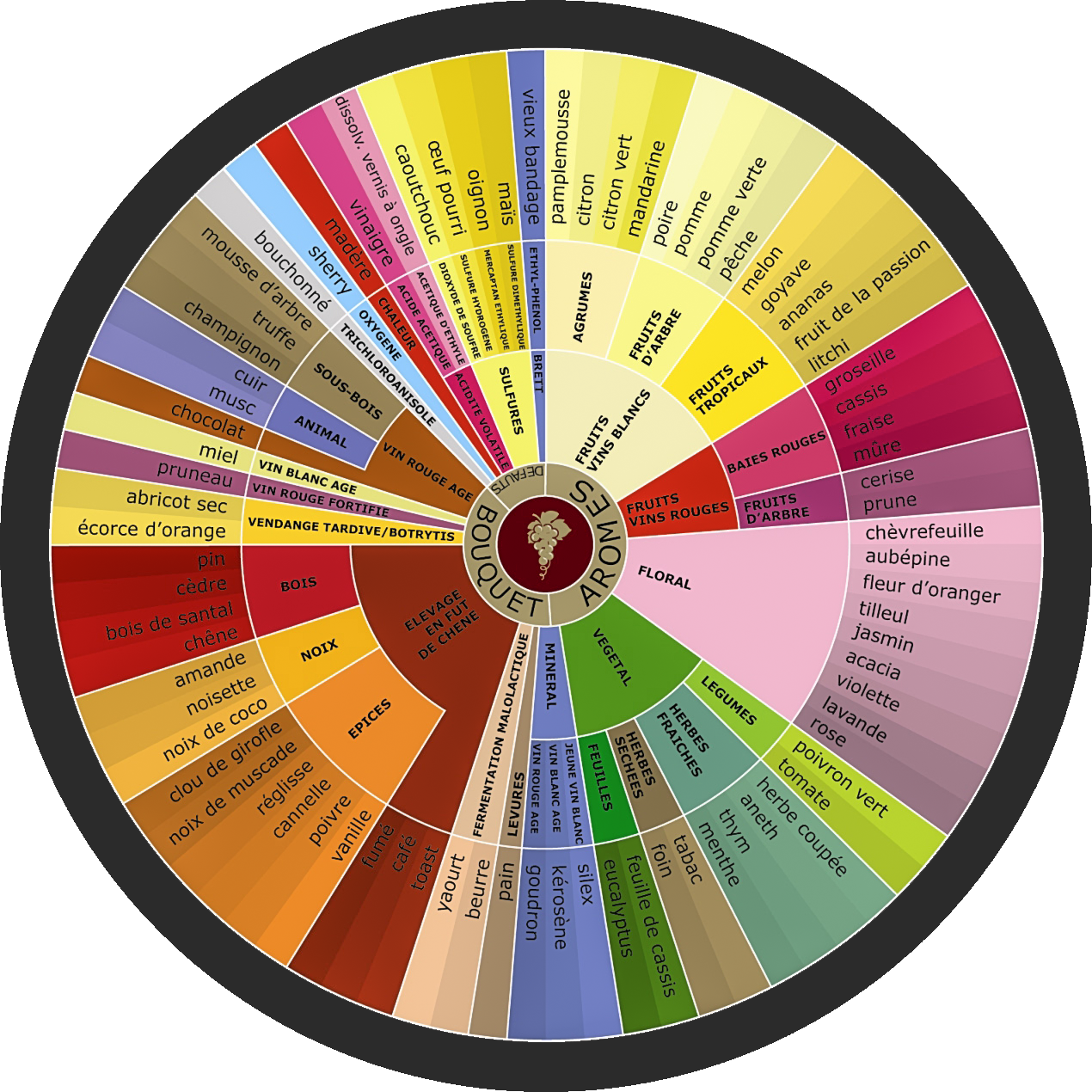
Exemple de classification des arômes du vin.

Pour qu’une substance en solution soit perçue comme odorante, il faut qu’elle soit volatile. Il existe donc un ordonnancement dans la diffusion des arômes. Les arômes les plus volatils se perçoivent en premier, puis les moins volatils. La volatilité dépend du coefficient de volatilité, de la surface d’évaporation, du renouvellement de cette surface, de la température. L'expression aromatique augmente avec : l’agitation du vin dans le verre, l'aération favorisée par l’étalement du vin sur les parois du verre, l'oxygénation, et la montée en température.
On classe les arômes selon deux modes : suivant leur origine, ou suivant leur appartenance aux différentes familles d'arômes.
- Types d'arômes : 
  - Les arômes primaires ou arômes variétaux.
  - Les arômes secondaires ou arômes fermentaires.
  - Les arômes tertiaires ou arômes de vieillissement ou bouquet[34].
- Familles d'arômes : 
  - Elles sont divisées en onze classes d'odeurs : animale, balsamique, boisée, chimique, éthérée, épicée, empyreumatique, florale, fruitée, minérales, végétale[14],[47],[48].

### Défauts
Le classement des odeurs associées peut se distinguer des familles d'arômes classiques. Les défauts olfactifs peuvent être dus à plusieurs problèmes physico-chimiques ou biologiques ayant altéré le vin : 
- piqûre acétique ;
- piqûre lactique ;
- composés soufrés ;
- réduction.

L'arôme bouchonné est un goût de moisi provenant d'un bouchon avarié ; même s'il n'est pas très prononcé, le goût de bouchon masque en grande partie les autres arômes et rend le vin sans intérêt voire imbuvable.
Un arôme madérisé signifie que le vin est oxydé au point de ressembler au vin de Madère. Les vieux vins moelleux se madérisent ce qui ne constitue pas un défaut tant que d'autres arômes sont encore présents. Le terme terreux indique des arômes minéraux évoquant la terre ou les sous-bois. Parfois confondu avec des arômes proches du géranium, il peut être associé à des défauts amené par la géosmine. 

## Aspect gustatif

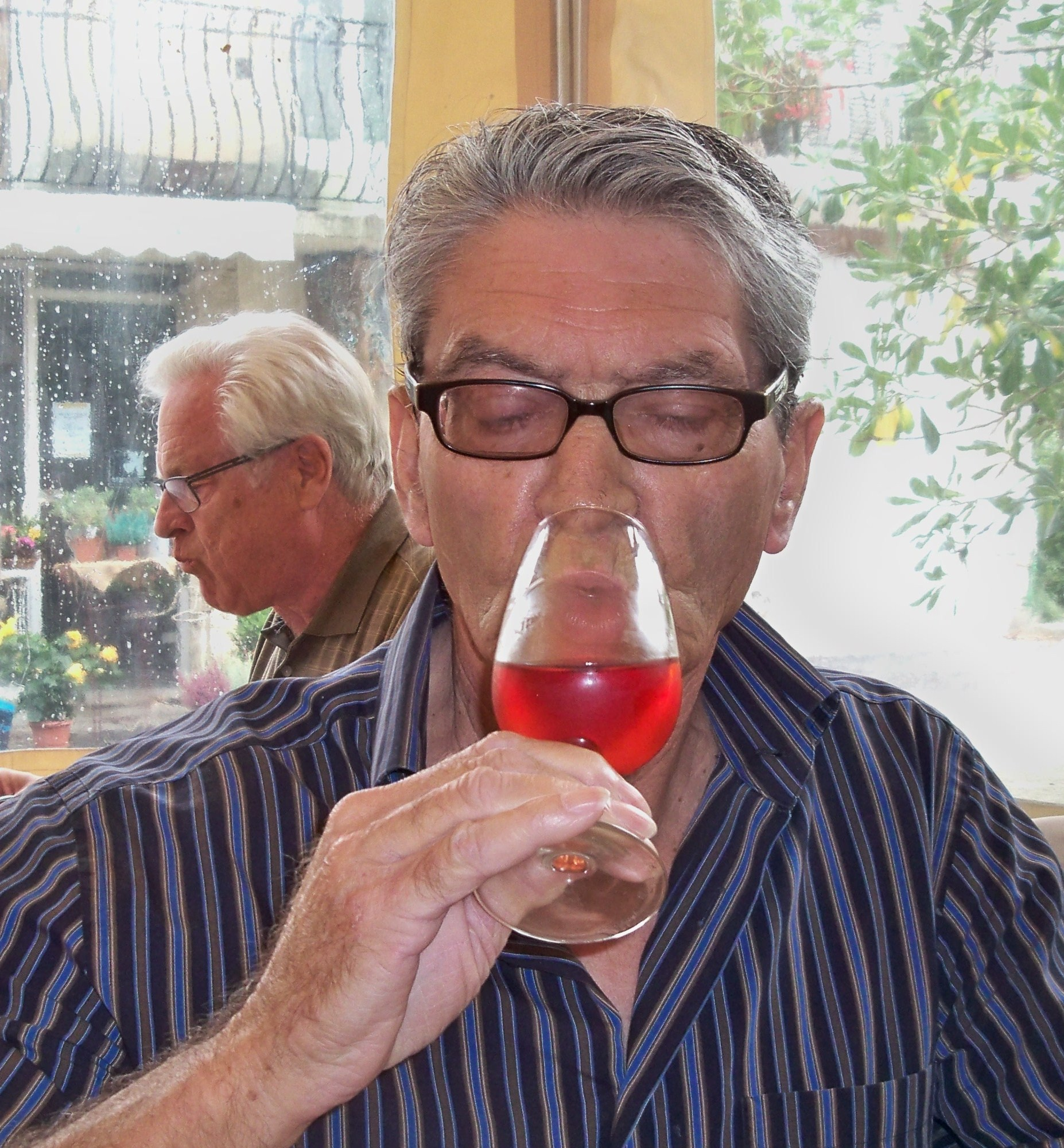
Examen gustatif.

Lors de la mise en bouche du vin, différentes sensations tactiles sont perçues, ainsi que la perception d'arômes.
La sensation que l’on appelle le goût est, en réalité, la résultante d’une sensation gustative proprement dite (impression donnée par la combinaison des saveurs) et de sensations olfactives : la flaveur. La plus grande partie du pouvoir discriminatoire attribué au palais est en réalité le fait de l’odorat, par rétro-olfaction.

### Notions gustatives de base

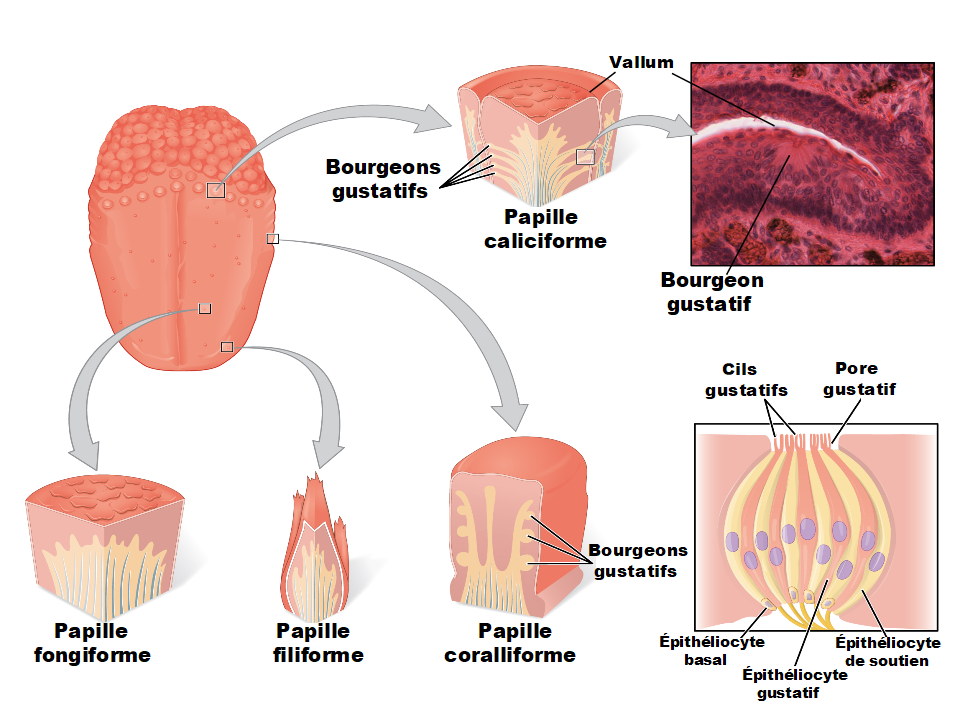
Forme et localisation des différentes papilles gustatives.

Les organes récepteurs gustatifs sont surtout localisés dans les papilles de la langue. Les cellules sensibles sont inégalement réparties sur la surface de la langue : elles sont principalement rassemblées surtout au bout de la langue et sur les pourtours. La zone centrale de la langue semble être moins sensible.
Suivant leur localisation, elles n'ont pas la même fonction et donc ne pas perçoivent pas les mêmes sensations. On distingue les papilles caliciformes, les papilles foliées, les papilles filiformes, et les papilles fongiformes. 75 % des bourgeons gustatifs sont logés dans les papilles mais 25 % sont répartis dans d'autres régions buccales, comme sur la muqueuse des joues, des gencives, du palais et de la luette.  
La supposition voulant que les saveurs soient senties uniquement à des endroits précis de la langue est controversée et remise en question. Cependant, sur l'ensemble de la langue les perceptions peuvent être perçues à différents niveaux par les cinq types de récepteurs,. 
Le renouvellement de la totalité des cellules gustatives est rapide (par exemple après s’être brûlé la langue), de quelques heures à quelques jours.

#### Saveurs élémentaires
Les saveurs sont perceptibles sur la langue, on retrouve entre autres le sucré, l'acidité, l'amertume, le salé, et l'umami.

##### Sucré
La présence de sucre dans le vin est inférieure à 2 g/L pour les vins secs, elle peut aller jusqu'à plus de 100 g/L. Le seuil de perception se situe entre 0,5 g/L et 2 g/L environ, suivant le vin (degré alcoolique, acidité, tanins, etc.) et le dégustateur. La perception sensorielle utilise des récepteurs complexes et se fait par plusieurs voies d'activation protéique. C'est l'un des seuils de perception les plus élevés comparé aux autres saveurs.
La sensation sucrée :
- semble se percevoir sur le bout de la langue ;
- se perçoit immédiatement ;
- la sensation atteint son maximum après deux secondes et disparaît après dix secondes.

La sensation sucrée est amplifiée par l’alcool. Par conséquent, un vin au titre alcoolique plus élevé paraîtra plus sucré. 
Le sucré donne à la fois des éléments de souplesse, de gras et moelleux. Cependant un vin paraissant gras et moelleux n'en est pas forcément sucré pour autant. Les saveurs agréables et fruitées sont parfois associée par le cerveau au sucre des aliments, et le vin défini par abus comme « sucré ». C’est la saveur la plus primitive (appréciée dès les premiers jours de la vie d’un nourrisson). La perception des sucres diminue dans le temps pour les individus. La sucrosité est une sensation différente, faisant penser au « sucré », mais étant due à la rondeur apportée par les tanins, souvent dû à un élevage en fût.

##### Acide
La sensation acide :
- semble se percevoir sur les côtés et au-dessous de la langue ;
- se perçoit rapidement ;
- persiste comme le salé ;
- résulte des différents acides du vin (malique, tartrique, citrique) ;
- perception différente selon la production salivaire variable (1 à 15) d'un individu à l'autre[56];
- elle dépend du pH du vin, plus que de l'acidité totale.

La fermentation malolactique transforme l'acide malique en acide lactique ; le vin devient moins vif et aromatiquement plus complexe.
Les différents acides du vin ne contribuent pas de la même manière à l'acidité du vin sur le plan organoleptique. Par exemple, pour la même concentration de deux acides différents, l'un paraîtra plus acide que l'autre. Réciproquement, deux vins peuvent sembler avoir la même acidité alors que leur composition en acides diffère. En prenant l'acide gluconique comme référence, avec un indice de 100, on a les contributions relatives suivantes à l'acidité :
| Acide      | Contribution (indice) | Teneur         | Perception                          |
| ---------- | --------------------- | -------------- | ----------------------------------- |
| Fumarique  | 50                    |                |                                     |
| Tartrique  | 75                    | 1 à 5 g/L      | Croissante, âpre ou âcre            |
| Malique    | 80                    | 1 à 10 g/L     | Longue et modérée, végétale, pomme  |
| Acétique   | 80                    | 0,9 g/L (max)  | Aigre, acescente                    |
| Citrique   | 100                   | 1 g/L (max)    | Courte et intense, frais, citronnée |
| Lactique   | 110                   | 0 à 3 g/L      | Ronde, souple                       |
| Ascorbique | 200                   | 0,01 g/L (max) |                                     |
| Gluconique | 300                   | 0,5 à 10 g/L   | Pas de sensation aromatique         |
| Sorbique   |                       | 0,2 g/L (max)  | Faible, poivrée                     |
| Succinique |                       | 0,3 à 2 g/L    | Vineuse                             |

L’acidité donne de la fraîcheur en bouche. L'acidité lorsqu'elle est forte peut amener à décrire le vin comme vif, ferme, vigoureux, en excès anguleux ; lorsqu'elle manque plat, mou, informe, pommadé.

##### Salé
La sensation salée est une saveur perceptible par dépolarisation membranaire des cellules sensorielle, due à sa force ionique :
- Elle se perçoit rapidement dans toute la bouche ;
- Elle fait saliver ;
- Elle persiste davantage que le sucré ;
- La saveur salée est communiquée par les sels minéraux, et est souvent masquée par les autres saveurs.

La saveur salée donne de la fraîcheur et relève également la sapidité. Elle s'accompagne d'un arôme iodé. Certains cépages peuvent apporter un goût salé en attaque ; c'est le cas de la petite arvine par exemple. Les vignobles en bord de mer donnent souvent des vins légèrement salins, iodés.

##### Amer
La sensation amer est liée à des récepteurs complexes, codés par 30 à 40 gènes et non encore complètement identifiés, la quinine est mise en jeu. 
- La sensation est lente à se développer ;
- L'impression de perception se fait sur la partie postérieure de la langue ;
- Elle augmente dans le temps et persiste longtemps.

L'amertume s’associe souvent à une sensation d’astringence (assèchement) liée aux tanins. Elle est plus présente dans les vins blancs et peut marquer un manque de maturité des raisins. Un excès, pouvant provenir de la décomposition du glycérol, est un défaut. La sensation de sucré masque l'amertume.

##### Umami
L'umami est l’indicateur des saveurs et de la sapidité. C'est la saveur caractéristique du glutamate, elle est perçue au centre de la langue. Elle est perçue grâce à l'activation des récepteurs par des acides aminés tels que le glutamate ou l'aspartate.

#### Salivation
Une substance n’a de goût que si elle est soluble dans la phase liquide de notre alimentation et dans la salive. Les acides font saliver davantage que les autres goûts. Les aliments les plus savoureux (ayant plus de goût) font saliver davantage. 
- Sucré : production de salive épaisse et visqueuse ;
- Acide : production de salive fluide et abondante ;
- Salé : pas de modification de la salivation ;
- Amer : diminution de la salivation et apparition d’une certaine sécheresse.
- Astringence : inhibe la sensation de salivation, provoque une bouche sèche.

#### Autres sensations perçues en bouche

##### Astringence
L'astringence provoque l'assèchement de la bouche et des gencives ainsi qu’une impression de rugosité (langue râpeuse). Elle est liée aux tanins présents dans le vin qui réagissent avec la salive, cela forme des agglomérats solides, alors ressentis sur la lange. Globalement, plus la quantité de tanins est importante, plus l'astringence est ressentie. Une température plus basse exacerbe la dureté des tanins et leur côté astringent, alors que l'alcool masque l'astringence. Une grande quantité de tanins augmente la salivation.
Les tanins sont par essence des composés qui peuvent se combiner aux protéines, qui sont présentes dans la salive humaine, et former des polymères. C’est cette réaction de combinaison notamment avec les protéines riches en proline qui est en effet responsable de l’astringence des vins. Les tanins issus des raisins sont des molécules dont l’unité de base est la catéchine. Ils se retrouvent sous des formes condensées, donnant les procyanidines pour deux unités de flavanols, et donnant les oligomères procyanidiques pour les condensations les plus complexes. Ce sont ces dernières qui sont les plus réactives avec les protéines. Elles sont volumineuses, (600 à 3 500 g/mol), leur réactivité avec les protéines dépend de la conformation spatiale des tanins, et de la concentration en protéines et en tanins. 
Les tanins du raisin, une fois dans le moût, subiront diverses réactions lors de la fermentation (hydrolyse acide) et de l’élevage du vin (oxydation), qui modifieront ces polymères, et diminueront leur réactivité.
Les tanins condensés sont fortement altérés par l’action de Botrytis cinerea, ainsi, les vins dont la vendange était botrytis, seront moins tanniques.

##### Structure
La notion de structure décrit l'aptitude d'un vin à « occuper » toute la bouche, c'est-à-dire à solliciter tous les capteurs sensoriels de manière équilibrée. Globalement, tous les paramètres modifient la structure : l'alcool, l'acidité, les tanins, la présence de sucres, etc.
Le « corps » du vin est constitué en partie par les tanins, qui, en bouche donnent du relief, une sensation tactile sur la langue. À maturité, les tanins du raisin s'assouplissent lors de processus de polymérisation et d'oxydation : on les dit fondus, soyeux, souples, etc. Ils contribuent à la structure du vin et déterminent l'aptitude au vieillissement.
On décrit alors sa structure, sa charpente, son volume, son ossature, etc. En excès le vin peut être dit massif, ou imposant. À l'inverse, un vin qui n’a pas de consistance est dit creux, ou désossé. 

##### Minéralité
La minéralité est encore mal définie, voir indescriptible pour 13 % des dégustateurs, elle semble être perçue par la salinité et l'acidité. Les arômes associés sont détectés lors de la présence de SO2 libre, d'ions calcium et sodium et d'acide malique. Les arômes associés sont ceux de fumé, de pierre à fusil, de silex, de craie, de salinité, ou de pétrole. 

##### Rondeur
C’est le caractère onctueux d’un vin, on parle de « gras », il donne de la consistance, l'impression d'avoir en bouche un corps charnu. On peut penser par exemple à la sensation que procure en bouche un filet d’huile d’olive. Le gras peut permettre d’assouplir des tanins un peu trop rêches d’un vin rouge en les enveloppant. Le glycérol présent dans le vin contribue également à la rondeur du vin. Pour un vin blanc, un côté gras peut révéler une fermentation malolactique (transformation de l’acide malique en acide lactique, ce dernier faisant aussi baisser l'acidité, ce qui modifie la structure du vin). 
Les termes moelleux (sauternes) et sirupeux rappellent que les sucres résiduels contribuent également à la consistance. Dans un Médoc, le cabernet-sauvignon apporte la charpente et le merlot contribue à la rondeur.
Les descripteurs sensoriels peuvent être les suivants : opulent, ample, riche plein, rond, gras, onctueux ; en cas d'excès lourd ; en cas de manque : maigre, décharné, plat.

##### Vinosité
Elle caractérise la teneur en alcool du vin. Plus un vin est riche en alcool, plus il peut paraître vineux. Lorsqu'il est équilibré on le dit puissant, généreux, quand son taux d'alcool semble élevé on le caractérise de corsé, capiteux, chaud ; en excès il est alcooleux, spiritueux, vineux, chaleureux, à l'inverse, en cas de manque il sera mince, aqueux, filant.

##### Sensations pseudo-thermiques
Bien que deux vins soient servis à la même température, on peut ressentir en bouche des sensations thermiques différentes. Une sensation de chaleur est souvent associée à une présence plus élevée d’alcool (éthanol) alors qu’une sensation de fraîcheur peut être due à des éléments mentholés ou eucalyptés, acides, ou à l'effervescence (CO2).

##### Effervescence
Le « pétillant » est dû à la présence de bulles de CO2, dégagé par la fermentation alcoolique. Il peut être recherché dans des vins tranquilles pour donner un peu de fraîcheur dans des millésimes très chauds. Dans un vin pétillant (crémant, champagne) on recherche la finesse et la persistance des bulles en bouche, ainsi qu'un mousse faible en bouche. Une trop grande quantité de bulles en bouche est désagréable. L'effervescence permet le dégagement des arômes dans la bouche, qui seront perçus par rétro-olfaction.

#### Défauts
- La présence d'acide acétique, donne un vin piqué, le vin devient aigre et piquant.
- La sensation d’acescence vient de la présence d'acétate d'éthyle, due à une altération microbienne du vin. Une sensation d'alcool et de chaleur est présente en bouche, combinée à des arômes de solvants.
- Le « goût de souris », est arôme très désagréable, putride, ne se dégage qu'une fois le vin recraché ou avalé. Il est indétectable en soi lors de l'olfaction, car les molécules ne s'exprimeraient qu'à un pH plus basique que celui du vin. En bouche le pH de la salive permet la révélation du « goût de souris », ce pH dépendant du dégustateur, les personnes y sont plus ou moins sensibles. Son origine est mal connue, rare, et pourrait être liée à la présence de brettanomyces, un faible sulfitage, ou une hyper-oxygénation [60],[61],[62].

### Analyse gustative
Analyser un vin en bouche, c’est déterminer son attaque, son équilibre, son évolution et sa longueur.

#### Attaque en bouche ou première impression
La première impression ressentie en bouche, l'attaque, est le moelleux. Comme souvent en dégustation, il s'agit de déterminer le niveau d'intensité de cette sensation à goût sucré (que l'on nomme moelleux). Le moelleux est apporté par les alcools et éventuellement le sucre résiduel. Elle introduit une notion de rondeur, de volume et de gras (le toucher du vin) suivant son intensité. Ce sont les alcools (éthanol, glycérol) qui apportent au vin cette sensation de rondeur et de puissance. Dans un temps plus ou moins long vient la sensation acide. 
La sensation tannique ou minérale peut également être ressentie. Ces paramètres vont déterminer l'équilibre des vins blancs. Puis il y a perception des arômes de bouche. 
Pour les vins rouges on parle d'équilibre en attaque de bouche. Le moelleux empâte la salive suivant son intensité. Le moelleux atténue la sensation acide et amère.
Tout au long de son trajet en bouche, le vin produit de nombreuses sensations : tactiles, chimiques, gustatives (perçues par les papilles de la langue) et aromatiques (odorat). Elles sont regroupées sous le terme de flaveurs incluant :
- l'attaque, où le moelleux ou l'effervescence est aperçu(e) ;
- l'évolution, où la structure et l'ensemble des flaveurs du vin sont appréciés ;
- la finale, où la longueur, c'est-à-dire la persistance en bouche, et la qualité aromatique sont recherchées.

#### Équilibre
Il s’agit de déterminer l’équilibre entre le moelleux (ou sucré), l’acide et l’alcool pour les vins blancs ou le moelleux, l’acide, l’alcool et les tanins pour les vins rouges. De leur équilibre dépend l’harmonie de la constitution du vin.

#### Évolution
Au cours de la dégustation d’un vin, on ressent des goûts successifs. Souvent les dernières impressions (finale amère) peuvent être bien différentes des premières (attaque moelleuse). L’analyse de l’évolution du vin en bouche (attaque → milieu de bouche → fin de bouche) reflète les qualités gustatives d’un vin. L'attaque en bouche évalue principalement l'équilibre du vin, le milieu de bouche sa structure (appelée charpente) et sa consistance (impression tactile), la finale évalue les arômes en rétro-nasal et la « longueur ». 

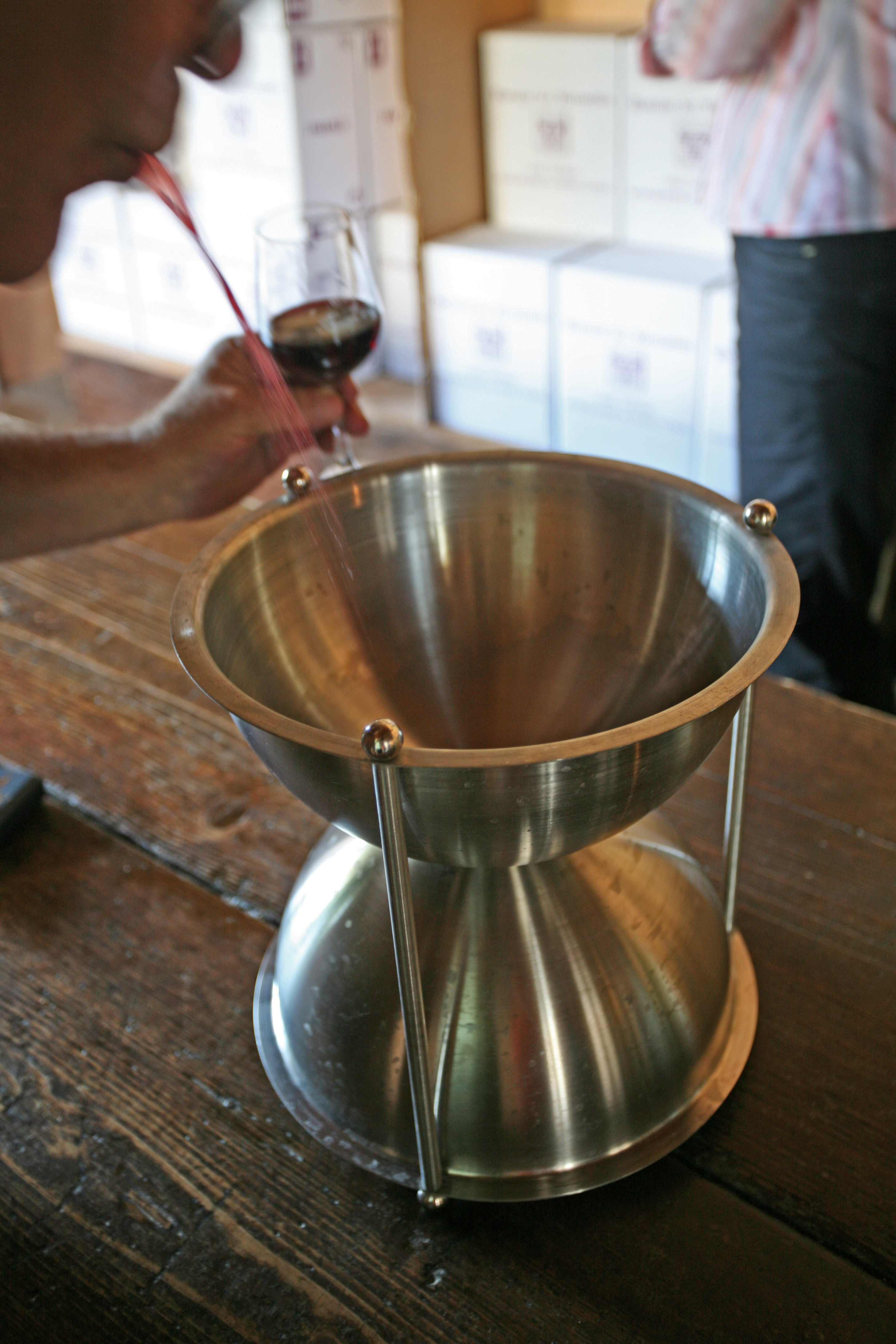
Toute dégustation pour les professionnels nécessite de recracher le vin dans un crachoir.

#### Équilibre d’un vin en bouche
Après avoir reconnu et évalué les différentes saveurs présentes dans le vin, il faut déterminer leur puissance et surtout leur rapport.
On tente de déterminer l’équilibre du vin entre :
- le moelleux (alcools et/ou sucre) et l'acidité pour les vins blanc ;
- le moelleux (alcools et/ou sucre) et l'acidité ainsi que les tanins pour les vins rouges.

### Rétro-olfaction
Après avoir pris en bouche une petite quantité de vin, le dégustateur aspire un peu d'air à travers le vin pour exalter les arômes en bouche. Par cette action, le grumage, les bulles créées augmentent la surface d'échange du liquide avec l'air, et donc le transfert liquide-gaz des molécules volatiles, qui peuvent alors se fixer sur les récepteurs par rétro-olfaction. Le vin peut ensuite être avalé ou recraché.
Il existe deux manières de percevoir les sensations olfactives : le vin dans le verre, par voie nasale directe (odeurs), et le vin en bouche par la voie rétro-nasale (arômes). La rétro-olfaction est le mécanisme permettant aux chémorécepteurs (cellules réceptrices de l'olfaction) de capter les arômes présents en bouche par la voie rétronasale, reliant l'arrière du palais aux fosses nasales.
En fin de bouche (après déglutition), la persistance aromatique appréciée est appelée longueur du vin. On juge de la qualité, de la finesse et de la complexité. C'est une marque de qualité du vin. En principe, plus le vin a de longueur, meilleur il est. Elle se mesure en caudalies. 

#### Longueur
La « longueur », ou persistance aromatique intense (PAI), est le temps en secondes (1 seconde = 1 caudalie) pendant lequel les arômes persistent en bouche après qu'on a avalé ou recraché le vin. Lorsque la persistance des arômes (due aux constituants les moins volatils, c'est-à-dire les plus tenaces) n'est plus perceptible en bouche (en deçà de notre seuil de perception), il y a une reprise de la salivation.
La longueur est en rapport avec le niveau qualitatif d'un vin. On juge de l'intensité et de la qualité de cette longueur (finesse des arômes).
Plus un vin sera long, plus il sera intéressant de l'associer à un mets adapté par exemple. Il y aura en effet un espace plus important pour la superposition des saveurs vin / mets. 
On différencie la longueur en bouche (persistance aromatique) d'un arrière-goût (goût défectueux ou défaut).
Entre 3 et 10 caudalies suivant la qualité et la hiérarchie des vins ; en dessous de 5 caudalies, le vin est peu expressif, 6 à 8 caudalies indiquent que le vin est bon, 10 qu'il est très complexe et très aromatique. Certains vins tels les muscats, gewurztraminer ou vin jaune sont très persistants et dépassent les 10 caudalies.

## Évaluation globale
Après avoir analysé en détail le vin sous trois angles fondamentaux (œil, nez, bouche), il est temps de prendre quelques secondes de recul et d’essayer d’en dégager une évaluation globale.
Il s’agit alors d’essayer de juger le vin pour ce qu’il est (vin de cépage, vin technologique ou vin de terroir), sa garde potentielle dans le temps et son accord gastronomique.

### Évaluation et notation

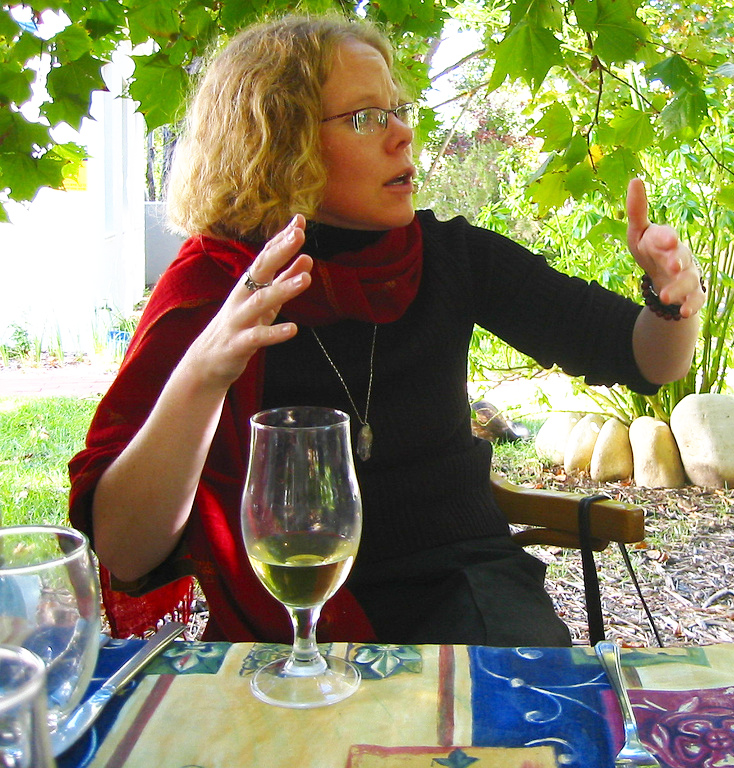
Discussion après dégustation.

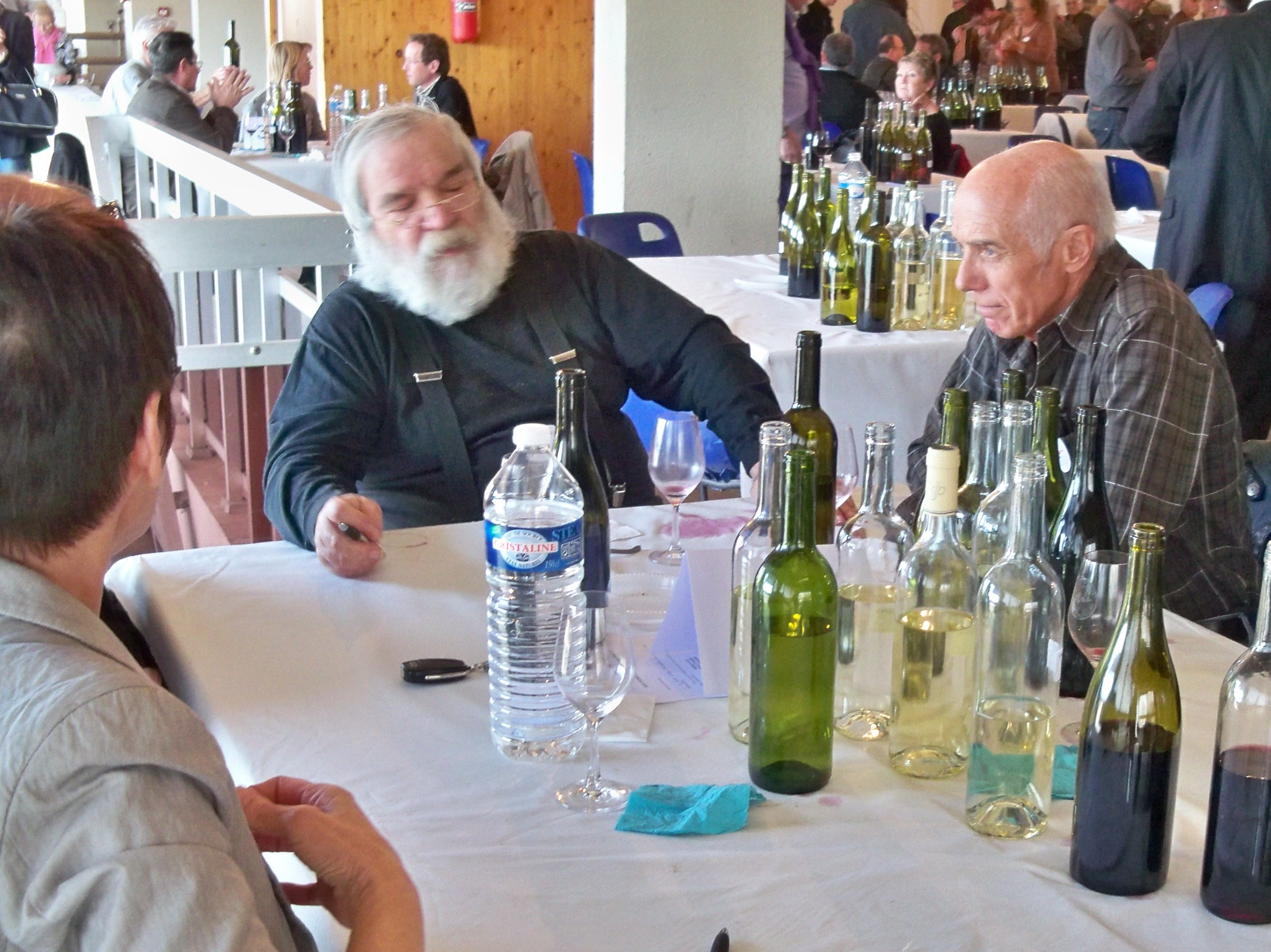
Jurés discutant avant attribution des récompenses.

Pour évaluer un vin, il est nécessaire de prendre les différents commentaires établis lors des trois grandes phases descriptives (visuelle, olfactive, gustative), et de vérifier leur compatibilité entre elles, afin de conclure sur une description globale et cohérente du vin. Si plusieurs dégustateurs ont analysé le vin, il est possible de confronter les différents jugements afin de modérer et de discuter du vin dans son ensemble. Selon Max Léglise, « On n'a pas d'avis tant qu'on n'a pas goûté ».
Il est possible de mettre une note subjective (note sur 5, 10, 20, 100, …) au vin et d’y associer un jugement global : exceptionnel, excellent, très bien, bien, moyen, médiocre, sans intérêt, mauvais, …
Cela constitue le travail des critiques de vins (tel Robert Parker), et de la rédaction des guides de vins (tel le guide Hachette des vins).

#### Potentiel de garde du vin

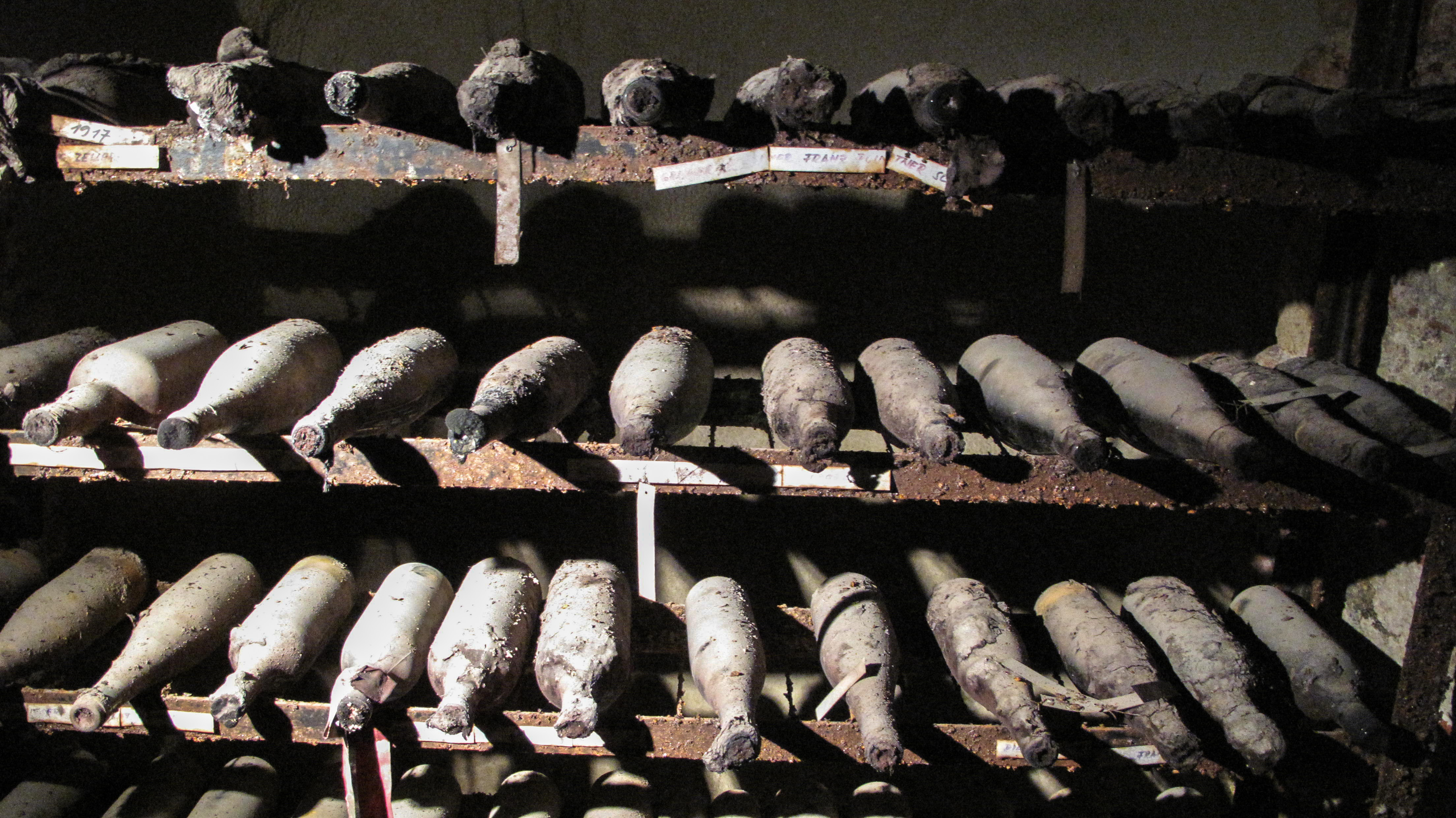
Garde de vins d'un siècle.

La détermination du potentiel de garde d'un vin, en années, est basée en partie sur ses caractéristiques et conditions d'élaboration comme la qualité du millésime, un terroir approprié, rendement, équilibre, état sanitaire de la vendange, soin apporté en cours de vinification, d'élevage et de mise en bouteille, puis de stockage en cave, qualité du bouchon, … 
La dégustation permet également de déterminer la structure en bouche et la qualité des tanins, l'acidité, l'état d'évolution (oxydation), et d'autres informations qui permettront plus ou moins au vin de tenir dans le temps, donc d'avoir un potentiel de garde plus ou moins élevé. Un vin avec une structure importante aura un meilleur potentiel de garde grâce à la quantité de composés oxydables jouant un effet tampon.

#### Tenue à l'air

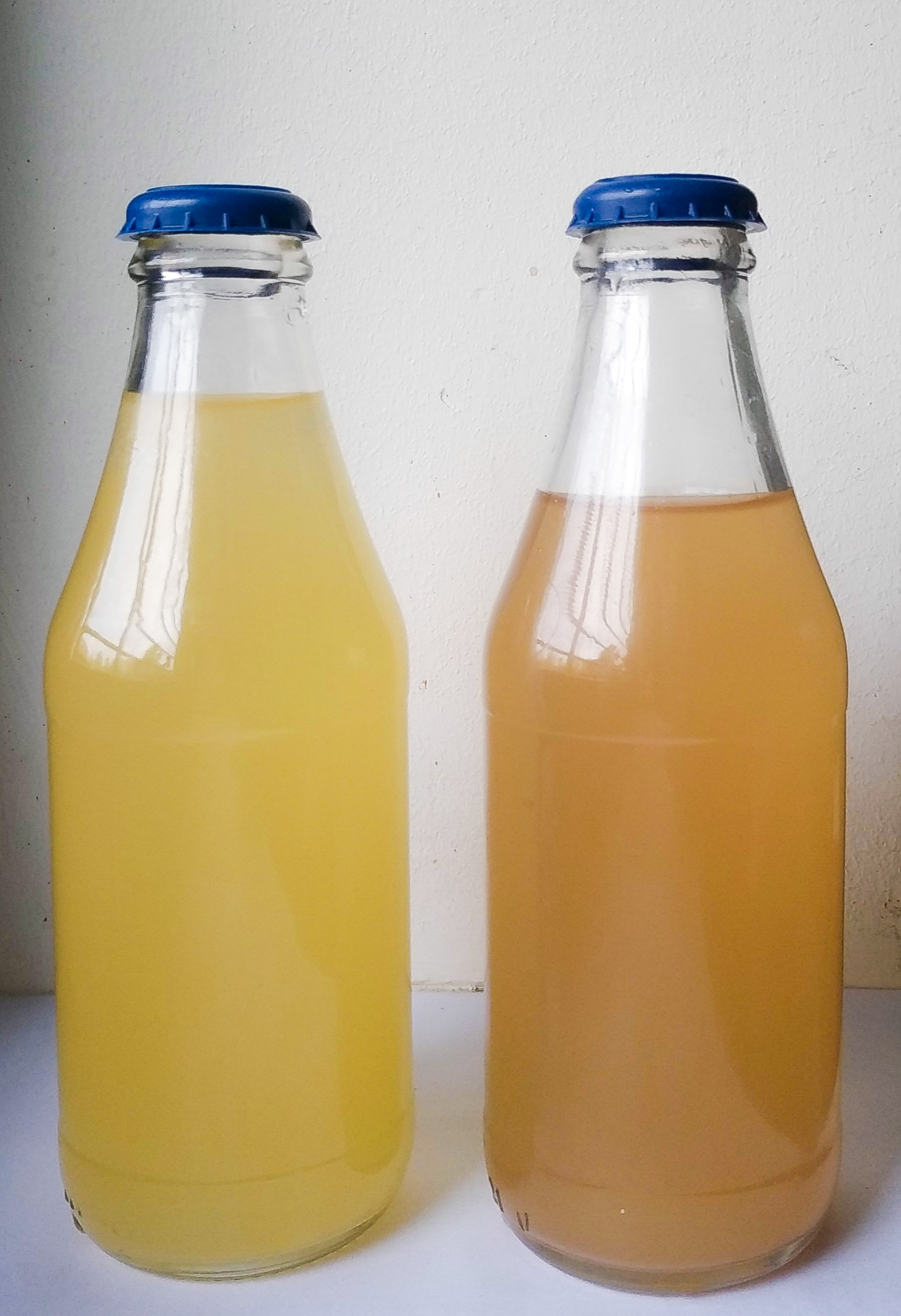
Test de tenue à l'air d'un échantillon de vin. A gauche, prélevé depuis 1 heure, à droite, depuis 24 heures. L'échantillon s'oxyde avec le temps.

Chaque vin possède un potentiel de stabilité différent face à l'oxygène contenu dans l'air. Il est possible de réaliser un test de tenue à l'air pour l'évaluer. Pour ce faire, on laisse un verre rempli de vin à l’air libre (test de la résistance à l’oxydation). On observe l’évolution du vin, après 6, 12, 24 heures, puis 1, 2, 3, 4, 5 jours, etc. Plus le vin conservera longtemps son aspect initial (mêmes arômes, même structure), plus sa tenue à l’air sera grande, et plus il aura un potentiel à résister à l’oxydation, donc à l’évolution et à sa garde. Cela peut nous donner une indication de tenue dans le temps en relation avec la qualité du vin, mais qui peut être faussée par une teneur en SO2 libre élevée, préservant le vin de l'oxydation dans un premier temps.

#### Catégorisation
L'évaluation globale permet en regroupant les différents éléments de la dégustation, de déterminer un type de vin, de le placer dans une catégorie, qui est définie par certaines pratiques viticoles et œnologiques. À titre d'exemple, on peut citer les vins technologiques, les vins de terroir et les vins de cépage. 
Un vin technologique est un vin qui a subi de nombreux traitements, ou additions d'intrants œnologiques de la part du vinificateur lors de son élaboration. Les vins technologiques sont en général flatteurs, attrayants et faciles à boire, et sans défauts. Si leur dégustation est agréable, il ne faut pas oublier en revanche que leurs arômes sont stables et leur goût uniforme, exprimant le résultat des manipulations, plutôt que celui des terroirs et du cépage qui sont masqués par les opérations de vinification effectuées.
À l'opposé des vins technologiques, se trouvent les vins de terroir et de cépage.
Un vin de terroir représente les caractéristiques du sol sur lequel a poussé la vigne. On y privilégie les caractéristiques originelles olfactives et gustatives des raisins par l’expression du terroir, en essayant de suivre un schéma de travail identique pour ne pas influencer sur d'autres paramètres. La dégustation d'un même cépage sur différents terroirs permet de mettre en évidence l'importance de celui-ci.
Un vin de cépage cherche à exprimer le potentiel aromatique des raisins en fonction de leur cépage, limitant les interventions technologiques, mais cherchant aussi une uniformité de terroir. Les assemblages de différentes parcelles permettent de lisser ces différences. Certains cépages très typiques se prêtent bien à ce style de vins, comme les familles des muscats, des cabernets, des traminers, etc., et sont facilement reconnaissable en dégustation.

## Galerie

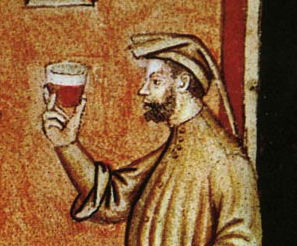
Examen visuel du vin, XIVe siècle.
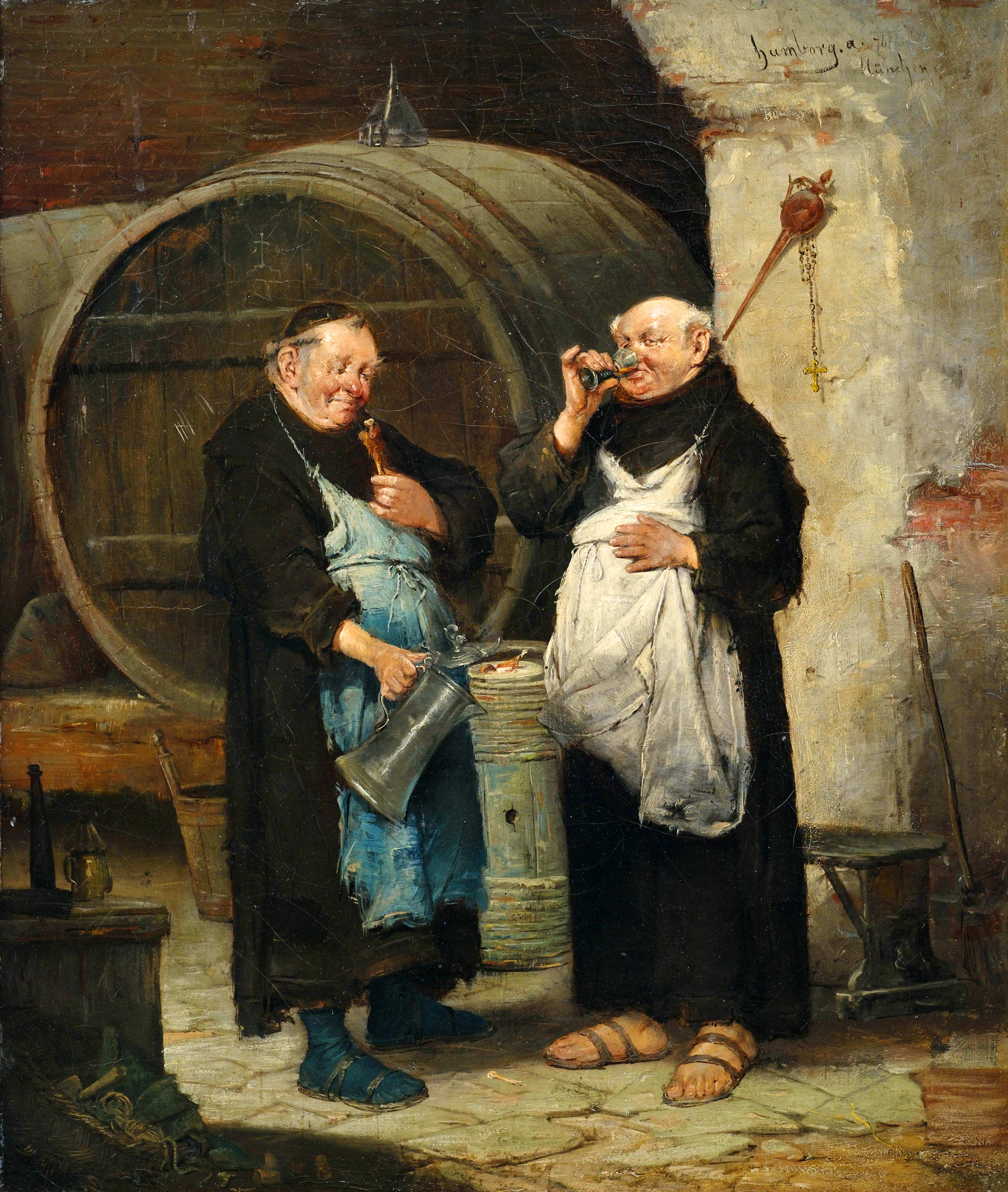
Examen olfactif du vin par deux moines.
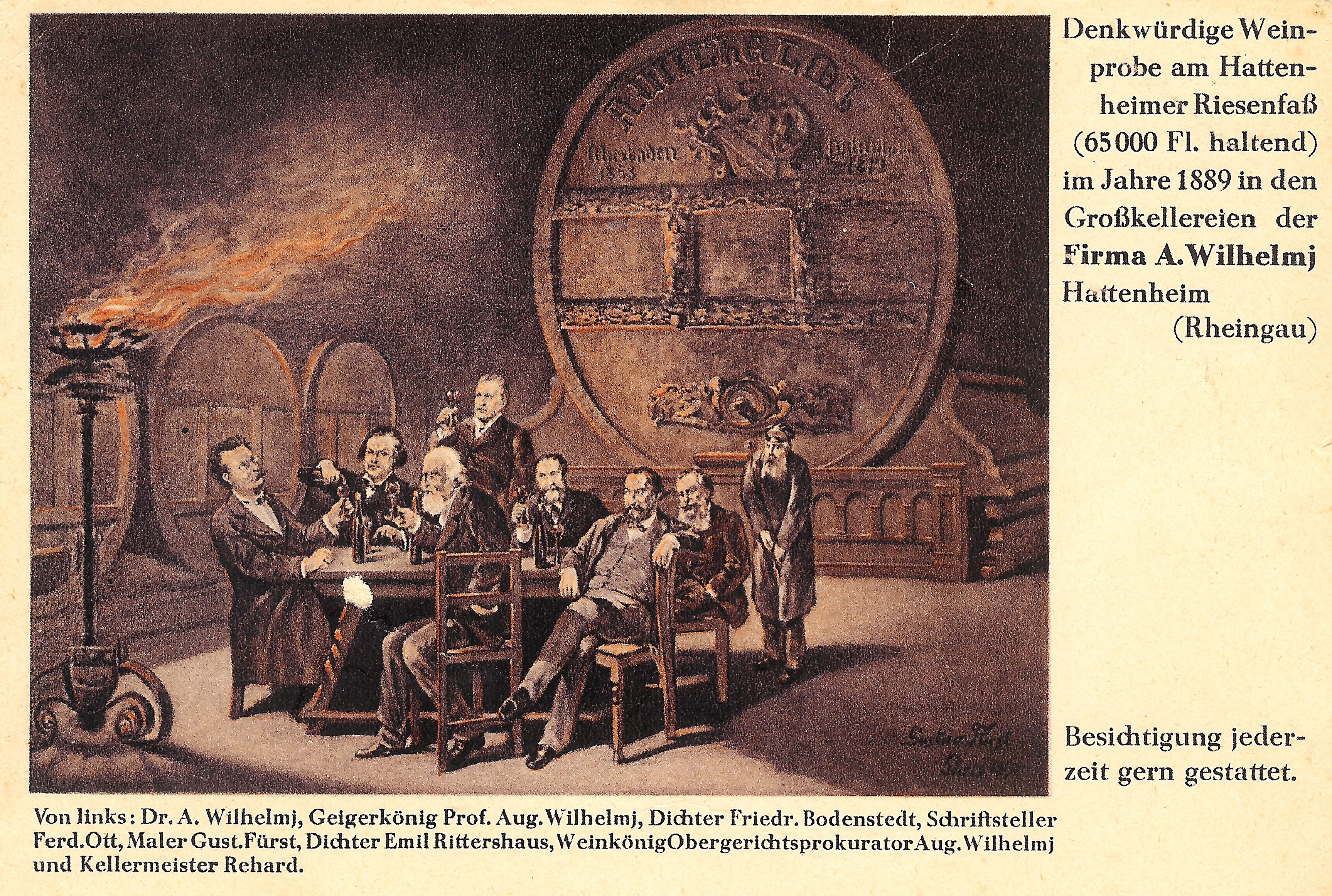
Dégustation dans une cave en 1889.
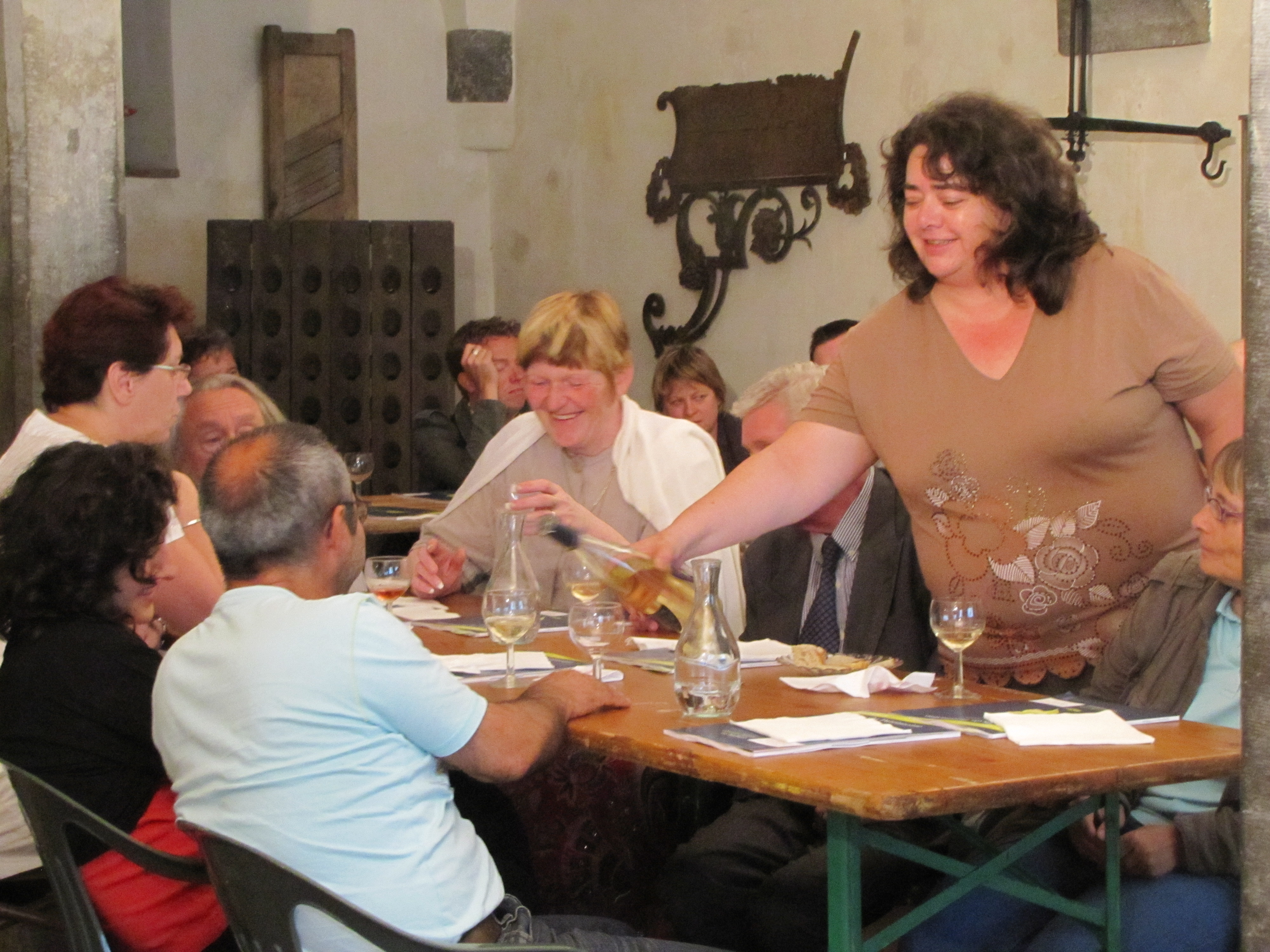
Dégustation des vins de la vallée du Rhône au Musée de la gourmandise à Hermalle-sous-Huy.
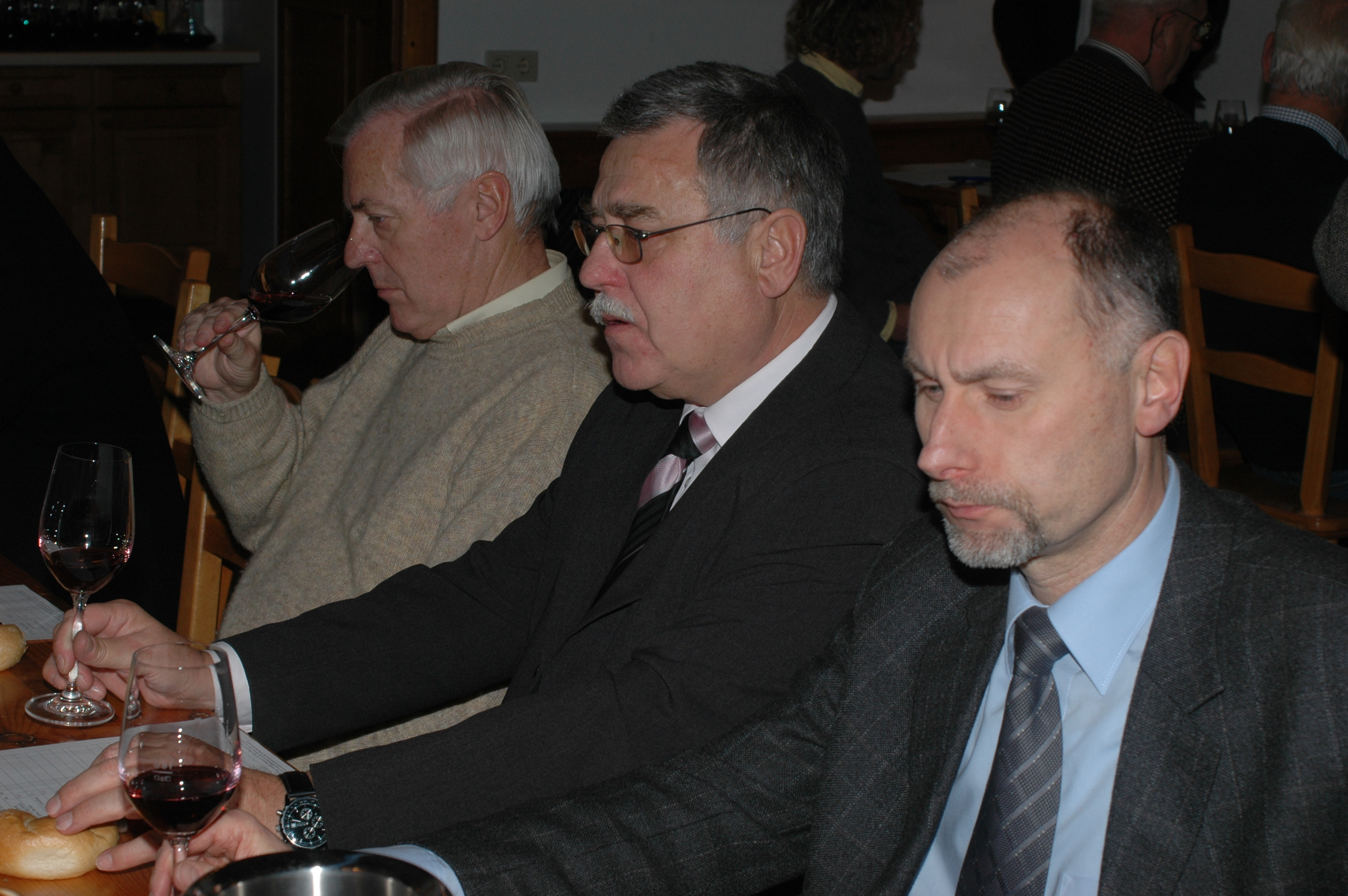
Dégustation de professionnels en Autriche.
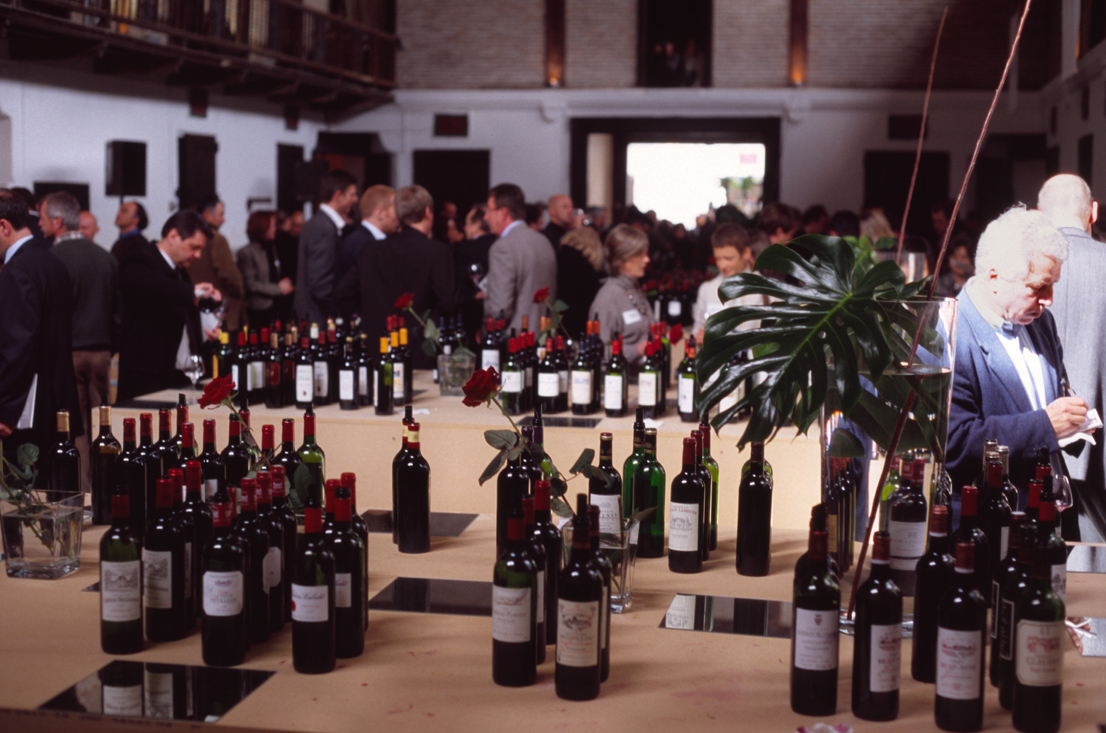
Dégustation officielle des crus bourgeois primeurs de Bordeaux en 2007 au Château de Malleret.
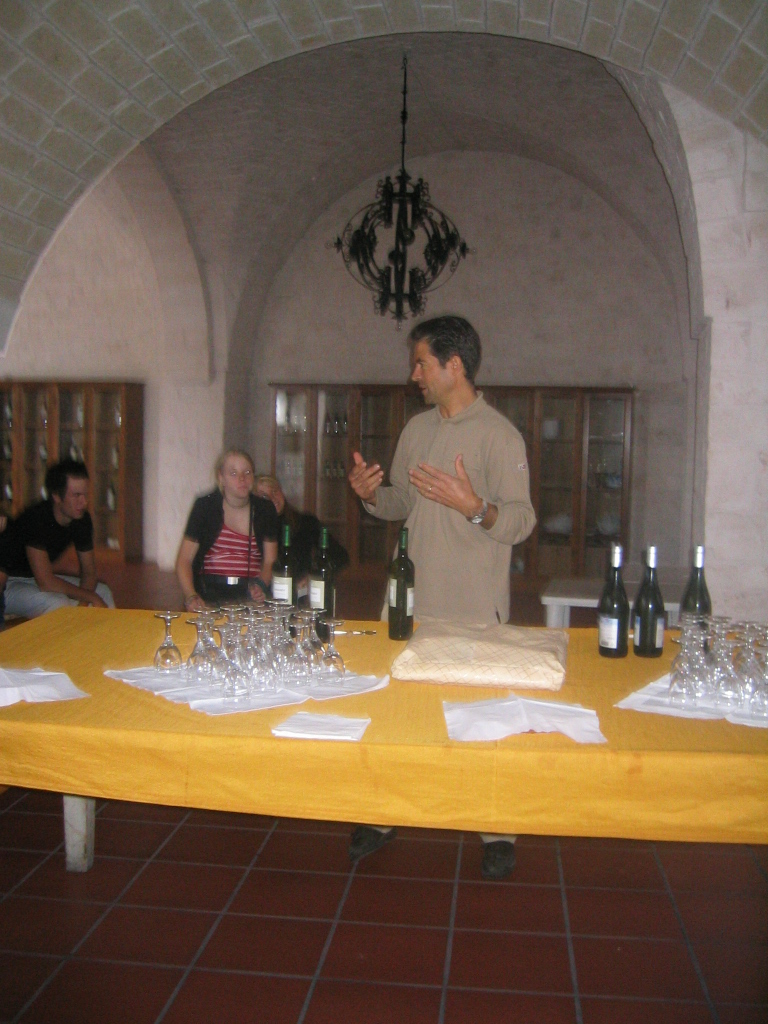
Dégustation de vin dans le sud de l'Italie.
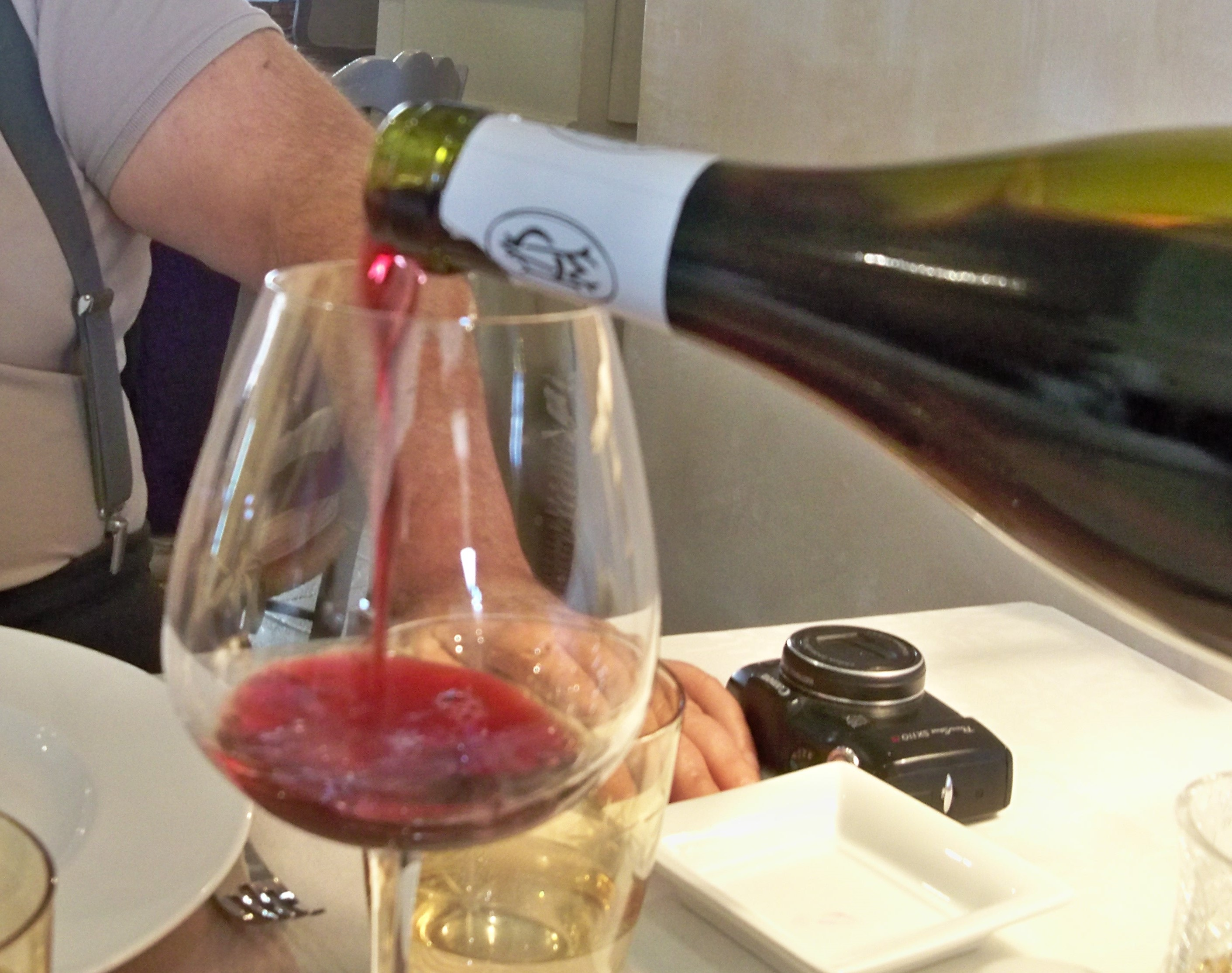
Aspect visuel observé lors du service d'un vin d'AOC Ventoux.